# بريشتينا
بريشتينا (بالألبانية: Prishtinë)، هي عاصمة كوسوفو وأكبر مُدنها ومركزُها الاقتصادي والثقافي. تقع المدينة شمال شرق كوسوفو بالقرب من جبال غولاك. بلغ عدد سكان بلدية بريشتينا 216,823 نسمة حسب تقديرات سنة 2020، غالبيتُهم من عرقية الألبان إضافة إلى وُجود مُجتمعات صغيرة من عرقيات أُخرى. تُعد بريشتينا ثاني أكبر مدينة في العالم من حيثُ عدد السكان الناطقين باللغة الألبانية، وتأتي مُباشرة بعد مدينة تيرانا عاصمة ألبانيا.
خلال العصر الحجري القديم، كانت منطقة بريشتينا جُزءاً من حضارات قديمة أبرزُها حضارات ستارتشيفو وبادن والڤينكا، وقد استوطنت المدينة والمناطق المُجاورة لها العديدُ من القبائل الإليرية والرومانية إبان العُصور القديمة. في القرن الرابع قبل الميلاد، جمع الملك برديليس القبائل حولهُ في منطقة بريشتينا مُؤسسًا مملكة داردانيا. لا يزال تُراث العصور القديمة واضحًا في المدينة، حيث نجده حاضرا في مدينة أولبيانا القديمة. هذه الأخيرة كانت تُعتبر واحدة من أهم المدن الرومانية في شبه جزيرة البلقان. بين القرنين الخامس والتاسع، كانت المدينة تحت حُكم الإمبراطورية البيزنطية. وصارت في مُنتصف القرن التاسع تابعة لأراضِ الإمبراطورية البلغارية الأولى. أما في أوائل القرن الحادي عشر، فقد سقطت المدينة مُجددا في يد البيزنطيين وأُدرجت في مُقاطعة جديدة سُميت بلغاريا. بين أواخر القرن الحادي عشر ومُنتصف القرن الثالث عشر، أُلحقت  المدينة عدة مرات بأراض الإمبراطورية البلغارية الثانية.
في أواخر العصور الوسطى، كانت بريشتينا بلدة مُهمة داخل الإمارات والممالك الصربية آنذاك، والتي تعاقب على حُكمها كُل من ستيفان ميلوتين وستيفان أوروس الثالث وستيفان دوشان وستيفان أوروس الخامس وفوك برانكوفيتش. بعد الفتح العُثماني للبلقان، أصبحت بريشتينا مركزا مُهما للتعدين والتجارة بفضل موقعها الإستراتيجي بالقرب من مدينة نوفو بردو الغنية بالمعادن. كانت المدينة معروفة أيضا بمعارضها التجارية وبضائعها مثل جلد الماعز وشعره وكذلك البارود.
يعتمد اقتصاد المدينة اعتمادًا كبيرًا على عائدات قطاع السياحة والخدمات. تلتقي جميع الطرق الرئيسية في كوسوفو في العاصمة بريشتينا، وتُعد المدينة أيضا نُقطة الدخول الجوية الرئيسية الوحيدة إلى البلاد، حيث أن مطار المدينة هُو أكبر مطار في البلاد ومن بين أكبر المطارات في المنطقة. يمُر مسار مجموعة من الطرق السيارة والطرق السريعة مثل R6 وR7 وR7.1 من المدينة، وتزيد هذه الطرق من إشعاعها في المنطقة حيثُ تربطُها بعواصم دُول الجوار ألبانيا ومقدونيا الشمالية.
نظرا لكونها عاصمة البلاد، فالمدينة تتواجد فيها جميع المباني والمقرات السيادية لدولة كوسوفو، بما في ذلك مبنيا الحكومة والبرلمان ومقرات عمل كل من الرئيس ورئيس الوزراء ومقر البنك المركزي ومقر قيادة القوات المُسلحة ومبنى المحكمة العليا.

## أصل التسمية
يُعتقد أن اسم بريشتينا مُشتق من كلمة سلافية قديمة هي "pryščina"، والتي تعني «ينبوع الماء»، والكلمة أيضا حاضرة في اللهجات المورافية في التشيك، حيث هي مُشتقة من الفعل "pryskati" والذي يعني «رش» ("prskati" في اللغة الصربية الحديثة). توجد أيضًا قرية بالقرب من تسليتش في البوسنة والهرسك تحمل اسم بريشتينا.

## التاريخ
الإمبراطورية الرومانية حوالي 28 ق.م– 330 ب.م

 الإمبراطورية البيزنطية حوالي 330–حوالي 850

 الإمبراطورية البلغارية الأولى حوالي 850–حوالي 1018

 الإمبراطورية البيزنطية حوالي 1018–1040

 بلغاريا في عهد بيتر ديليان 1040–1041

الإمبراطورية البيزنطية 1041–1072

 بلغاريا في عهد قسطنطين بودين 1072

 الإمبراطورية البيزنطية 1072–1180

 إمارة صربيا الكبرى 1180–1217

 الإمبراطورية البلغارية الثانية 1218–حوالي 1241

 مملكة صربيا حوالي 1241–1346

 الإمبراطورية الصربية حوالي 1346–1389

 الإمبراطورية العثمانية 1389–1689

 الإمبراطورية الرومانية المقدسة 1689–1690

 الإمبراطورية العثمانية 1690–1912

 مملكة صربيا 1912–1915

 مملكة بلغاريا 1915–1918

 مملكة صربيا 1918

 مملكة يوغوسلافيا 1918–1941

 المملكة الألبانية (مملكة إيطاليا) 1941–43

 الاحتلال الألماني لألبانيا (ألمانيا النازية) 1943–44

 الهيئة الوطنية لتحرير يوغوسلافيا 1944–45

 جمهورية يوغوسلافيا الاشتراكية الاتحادية 1945–1992

 صربيا والجبل الأسود 1992–1999

 بعثة الأمم المتحدة للإدارة المؤقتة في كوسوفو 1999–2008

### عصر ما قبل التاريخ
تعود أقدم آثار الحياة البشرية في المنطقة إلى العصر الحجري القديم، بالإضافة إلى آثار أخرى تعُود إلى العصر الحجري المتوسط والعصر الحجري الحديث. عرفت المنطقة تعاقُب حضارات قديمة عليها مثل : حضارة ستارتشيفو وحضارة الفينكا وحضارة بادن.
المنطقة التي توجد فيها الآن بريشتينا كانت مأهولة منذ ما يقرب من 10,000 سنة. كما اكتشفت آثار تعُود إلى أوائل العصر الحجري الحديث وبالضبط إلى القرن الثامن قبل الميلاد، في المناطق المُحيطة ببريشتينا، والتي تشمل ماتيسان وغراتشانيكا وأولبيانا. في القرن الرابع قبل الميلاد، وحد الملك بارديليس مُختلف القبائل الإليرية في المنطقة وأسس مملكة داردانيا.
بعد الضم الروماني لإليريا في عام 168 قبل الميلاد، استعمر الرومان المنطقة وأسسوا عدة مُدن فيها أطلقوا عليها اسم داردانيا. كانت أُولبيانا واحدة من أهم المدن الرومانية في البلقان، وفي القرن الثاني قبل الميلاد أصبحت المدينة بلدية. تعرضت المدينة لأضرار جسيمة جراء زلزال عام 518 م. أعاد الإمبراطور البيزنطي جستينيان الأول بناء المدينة، وغير اسمها باسم جستينيانا سيكوندا.

### العصور الوسطى
بين القرنين الخامس والتاسع كانت المنطقة جُزءا من الإمبراطورية البيزنطية. وفي مُنتصف القرن التاسع تنازلت الإمبراطورية البيزنطية عن منطقة بريشتينا الحالية لصالح الإمبراطورية البلغارية الأولى. أما في أوائل القرن الحادي عشر، فقد وقعت المنطقة مُجددا تحت الحُكم البيزنطي واُلحقت في مقاطعة سُميت بلغاريا. بين أواخر القرن الحادي عشر ومُنتصف القرن الثالث عشر، انتقل حُكم المنطقة من الإمبراطورية البيزنطية إلى الإمبراطورية البلغارية الثانية مرات عديدة.
كانت بريشتينا بلدة مُهمة في عهد الإمارات والممالك الصربية في أواخر العصور الوسطى. أما مُقاطعات (جُوبا) سيتنيسا وليبليان فقد كان لديهما أراض حول منطقة بريشتينا الحالية، وقد ذُكر ذلك في كتاب حياة القديس سيمون لمُؤلفه المُؤرخ الصربي القديس سابا  خلال الفترة بين 1201 و1208. كانت المدينة أيضا تابعة للملكيات التي حكمها كل من ستيفان ميلوتين وستيفان أوروس الثالث وستيفان دوشان وستيفان أوروس الخامس وفوك برانكوفيتش. ذُكر حصن فيسيغراد الذي يرجع تاريخ تشييده إلى القرون الوسطى، والذي تقع أطلاله على بُعد ثلاثة كيلومترات شرق مركز المدينة، ذُكر على أنه كان في منزلة العاصمة في عهد حُكم ستيفان ميلوتين، هذا الأخير الذي كان قد أسس دير غراتشانيكا حوالي سنة 1321.

### الحقبة العثمانية
خلال القرنين الرابع عشر والخامس عشر، أصبحت بريشتينا مركزا مُهما للتعدين والتجارة بفضل قُربها من مدينة نوفو بردو الغنية بالمعادن، وأيضا بفضل موقعها وسط الطرق التجارية في البلقان. أصبحت البلدة القديمة المُمتدة بين نهري فيلوشا وبريشتيفكا واللذان أصبحا جافين اليوم، مركزًا حرفيا وتجاريًا مُهمًا. اشتهرت بريشتينا بمعارضها التجارية السنوية، وبمنتُوجاتها من جلد وشعر الماعز. كانت تُمارَس في المدينة آنذاك حوالي 50 حرفة مُختلفة مثل الدباغة وصباغة الجلود وصناعة الأحزمة ونسج الحرير، إضافة إلى الحرف المُتعلقة بصُنع مُعدات الحرب مثل صناعة الدروع والسُروج والحدادة. تذكُر السجلات أيضا أن في عام 1485، كان الحرفيون في بريشتينا يشتغلون أيضا في إنتاج البارود. كانت التجارة مُزدهرة خُصوصا بفضل التجار الذين كانوا يأتُون من جمهورية راغوزا (مدينة دوبروفنيك حاليا) والذين كانوا صلة وصل بين حرفيي بريشتينا والعالم الخارجي. سُجل في دفتر سنة 1487 أن المدينة كانت تضُم 412 أُسرة مسيحية و94 أُسرة مسلمة آنذاك، وقد كانت بريشتينا في ذلك الوقت تابعة إداريا لسنجق فوشيتري. في أوائل العصر العثماني، كان الإسلام في انتشاره مُقتصرا على المُدن ولم ينتشر إلا ببُطء مع تزايد نسبة التحضر. كان الكاتب الرحالة أوليا جلبي، الذي زار بريشتينا في ستينيات القرن السادس عشر، مُعجبا بالحدائق الجميلة ومزارع الكروم في المدينة. حكم نظام النقابات (بالتركية: esnafs) الحياة الاقتصادية في بريشتينا، حيثُ سيطرت نقابة الدباغين والخبازين على الأسعار، وحدت هذه النقابات من المُنافسة غير العادلة وكانت تَعمل كبُنوك لأعضائها. كان للمُنظمات الخيرية الإسلامية آنذاك دور في الحياة الدينية، حيث كانت هذه المُنظمات تهتم ببناء المساجد وتوزيع الصدقة على الفقراء. خلال الحرب النمساوية التركية في أواخر القرن السابع عشر، تعهد مُواطنو بريشتينا بقيادة الكاهن الألباني الكاثوليكي بيتر بوغداني بالولاء للجيش النمساوي ودعمه بالجنود. دعم بوغداني الجيش النمساوي بمجموعة مُكونة من 6000 جُندي ألباني. تحت الاحتلال النمساوي، حُول مسجد السلطان محمد الفاتح لفترة وجيزة إلى كنيسة يسُوعية. بعد هزيمة الجيش النمساوي في يناير 1690، تُرك سكان بريشتينا تحت رحمة القُوات العثمانية والتتارية الذين انتقموا من السكان المحليين كعقاب على تعاوُنهم مع النمساويين.

### العصور الحديثة

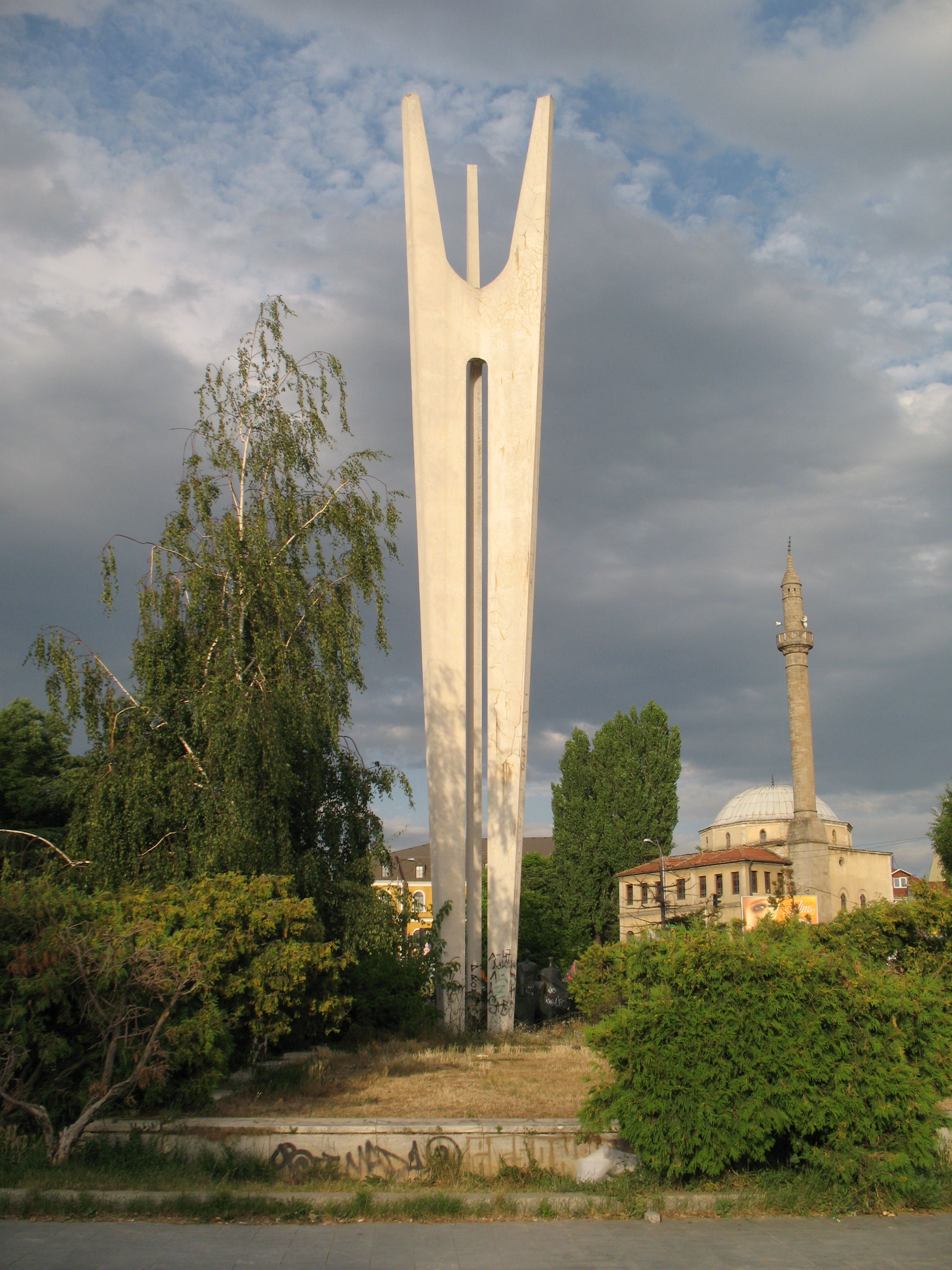
نُصب الأخوة والوحدة في بريشتينا من عمل النحات ميودراغ زيفكوفيتش. الأخوة والوحدة كان شعار حزب رابطة شيوعيي يوغسلافيا.

شكل عام 1874 نُقطة تحول في تاريخ المدينة. في ذلك العام، بدأ تشغيل خط السكة الحديد بين سالونيكا وميتروفيتسا ونُقل مقر ولاية بريزرن إلى بريشتينا. استمر هذا المركز المُميز لبريشتينا كعاصمة للولاية العُثمانية لفترة قصيرة فقط. حيثُ في الفترة من يناير وحتى أغسطس 1912، وبعد تمرد عام 1910، قاد العُضو الألباني في المجلس العمومي العثماني حسن بريشتينا إلى جانب آخرين، قاد تمردا ضد السلطات العُثمانية، انتهى في 4 سبتمبر 1912 عندما وافقت الحُكومة العثمانية على تلبية مطالب المتمردين الألبان الأربعة عشر، التي كان من بينها تأسيس ولاية جديدة ذات حُكم ذاتي تحمل اسم ولاية ألبانيا، وتضم جميع الولايات العُثمانية ذات الغالبية الألبانية، هذه الأخيرة هي ولايات قوصوة ومناستر وإشقودرة ويوانينا. بعد ذلك، عارضت مملكة صربيا خُطة إنشاء دولة ألبانيا الكبرى، مُفضلة تقسيم الأراضي الأوروبية للإمبراطورية العثمانية بين أعضاء عُصبة البلقان الأربعة (اليونان، بلغاريا، الجبل الأسود، وصربيا). في 22 أكتوبر 1912، استولت القُوات الصربية على بريشتينا. وبما أن بلغاريا كانت غيرَ راضية عن حصتها من غنائم حرب البلقان الأولى، قامت الأخيرة باحتلال كُوسوفو في عام 1915 وأصبحت بريشتينا تحت الاحتلال البلغاري. في أواخر أُكتوبر 1918، استولى القسم الاستعماري الفرنسي الحادي عشر على بريشتينا، وأُلحقت المدينة إلى مملكة يوغوسلافيا في 1 ديسمبر 1918. في سبتمبر 1920، سَهل مرسُوم استعمار الأراضي الجنوبية الجديدة استيلاء المُستعمرين الصرب على العقارات العثمانية الكبيرة في بريشتينا وعلى الأراضي التي يمتلكُها الألبان. شهدت فترة ما بين الحربين موجة النزوح الأولى للسكان الألبان والأتراك من المدينة. في الفترة من سنة 1929 وحتى 1941، كانت بريشتينا جُزءًا من إقليم بانوفينا فاردار في مملكة يوغوسلافيا.

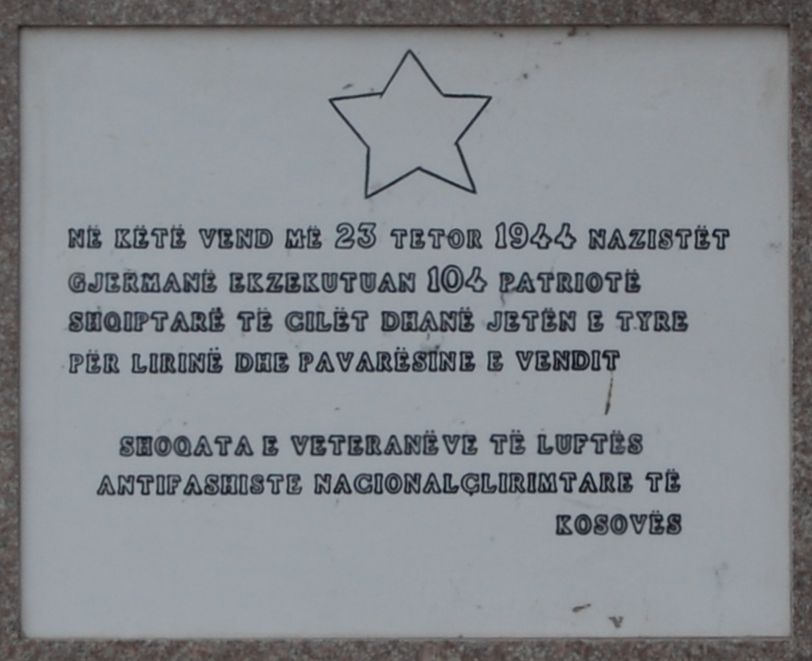
لوحة على نُصب تذكاري في بريشتينا. مكتُوب على اللوحة : في هذا الموقع في 23 أكتوبر 1944، أعدم النازيون الألمان 104 من الوطنيين الألبان الذين ضحوا بحياتهم من أجل حرية بلدهم واستقلاله - جمعية المُناهضين للنازية وقدماء مُحاربي التحرير الوطني في كوسوفو.

في 17 أبريل 1941، استسلمت مملكة يوغوسلافيا دون قيد أو شرط لقوات المحور. في 29 يونيو من نفس السنة، أعلن بينيتو موسوليني عن تأسيس ألبانيا الكُبرى وتوحيد كُل من ألبانيا وكوسوفو في إطار محمية تابعة  لمملكة إيطاليا. في 8 سبتمبر 1943، استسلمت إيطاليا لصالح قوات الحلفاء. بعد الهدنة وخُروج إيطاليا من تحالف المحور، دخلت القُوات الألمانية المملكة الألبانية وضمتها إلى مناطق النفوذ الألماني.
بعد انتهاء الحرب العالمية الثانية وتأسيس جمهورية يوغوسلافيا الاشتراكية الاتحادية، مُنحت كوسوفو سنة 1946 وضع منطقة ذات حُكم ذاتي داخل جمهورية صربيا الاشتراكية، وفي سنة 1963 ارتقى الإقليم إلى وضع مُقاطعة ذاتية الحكم عاصمتُها بريشتينا. كان شعار نظام يوغوسلافيا الشيوعية في ذلك الوقت هُو (بالكرواتية: uništi stari graditi novi) (تدمير القديم، بناء الجديد). وعلى أساس ذلك، شرع الشيوعيون في تغيير المظهر العام لمدينة بريشتينا من مدينة عُثمانية إلى مدينة مُعاصرة، حيث خُرب البازار العثماني وأجزاء كبيرة من المركز التاريخي للمدينة، بما في ذلك المساجد والكنائس الكاثوليكية والمنازل العُثمانية.
أدى الانهيار الاقتصادي في يوغسلافيا والاحتجاجات الطُلابية لسنة 1981 إلى أزمة اقتصادية واجتماعية عميقة في بريشتينا وبقية مناطق كوسوفو. شهد عام 1989 إلغاء سلوبودان ميلوشيفيتش للحُكم الذاتي الذي كان يتمتع به إقليم كوسوفو، وترافق ذلك مع تصاعُد مشاعر القومية الصربية واتباع سياسة الفصل الجماعي للألبان من الوظائف والمناصب الحُكومية. في سبتمبر 1991، أجرت كوسوفو استفتاءً عاماً كانت نتيجته تأييد الأغلبية الساحقة (99.98%) لمُقترح الانفصال عن صربيا وإقامة جُمهورية مستقلة. وفي 22 من نفس الشهر، أعلن برلمان الإقليم استقلال هذا الأخير وقيام جمهورية كوسوفا. في 25 يناير 1992، تولى إبراهيم روجوفا رئاسة الجُمهورية الناشئة التي كانت ألبانيا الدولة الوحيدة التي اعترفت بها.

### حرب كوسوفو

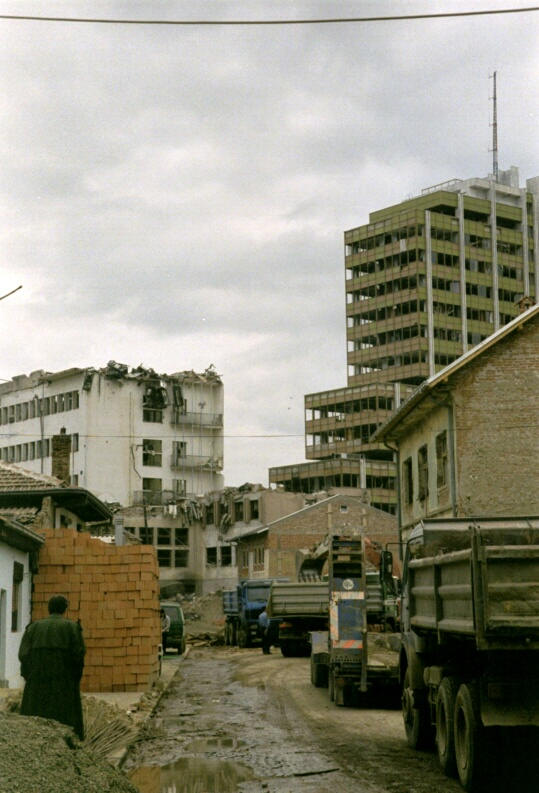
بريشتينا في عهد الحرب.

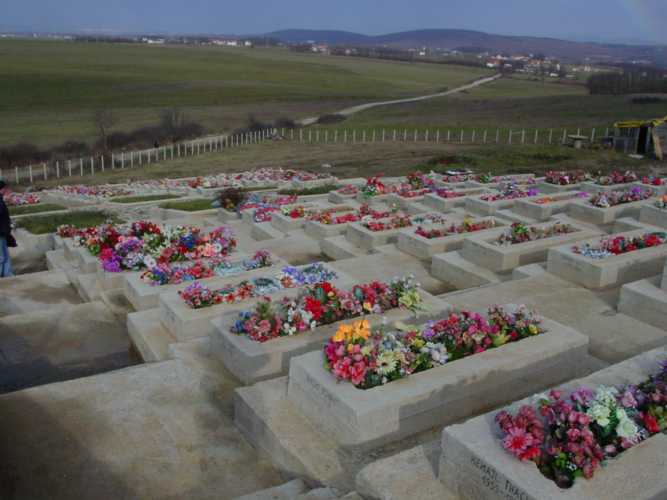
مقبرة جماعية في بريشتينا لضحايا حرب كوسوفو.

بعد إلغاء الرئيس الصربي سلوبودان ميلوسيفيتش في عام 1989 للحُكم الذاتي الذي كانت تتمتع به كوسوفو، فرضت الحكومة اليوغوسلافية نظامًا قمعيًا شديدًا في جميع أنحاء الإقليم مع حملة طرد وتطهير واسعة للألبان من الوظائف الصناعية والمؤسسات الحكومية.
اندلعت أعمال عُنف واسعة النطاق في بريشتينا. قصفت القوات الصربية واليوغسلافية عدة مقاطعات، وأجرت بالاشتراك مع القوات شبه العسكرية، عمليات طرد وترحيل واسعة النطاق للألبان مع نهب وتدمير ممتلكاتهم. اقتيد العديد من هؤلاء المطرودين إلى القطارات التي نُقلت على ما يبدو إلى محطة بريشتينا الرئيسية بغرض ترحيلهم إلى حدود مقدونيا الشمالية، ونفيهم إلى هُناك.
خلال فترة الحرب، فر مُعظم السكان الألبان من المدينة بأعداد كبيرة هربا من بطش القُوات الصربية والوحدات شبه العسكرية التابعة لها. في 12 يونيو 1999، كان مطار بريشتينا شاهدا على صدام بين قُوات حلف الناتو من جهة، والقُوات الروسية من جهة أُخرى. فقد كان مُقررا أن تُسيطر قوة تابعة للناتو مكونة من وحدة القيادة الخاصة للقوات المسلحة (بالنرويجية: Forsvarets Spesialkommando)، وهي وحدة من القوات الخاصة في الجيش الملكي النرويجي، والوحدة 22 من القوة الجوية الخاصة البريطانية، أن تُسيطر على المطار. إلا أن هذه القُوة فوجئت بانتشار كتيبة رُوسية في المطار، ما أدى إلى صدام بين الطرفين حُل في الأخير سلميا. تعرضت عدة أهداف إستراتيجية في بريشتينا للهجوم من قبل طائرات الناتو خلال الحرب في إطار قصف الناتو ليوغوسلافيا، ولكن الأضرار المادية الجسيمة اقتصرت إلى حد كبير على بعض الأحياء المُحددة التي قصفتها القوات المسلحة اليوغسلافية.

### بعد الحرب

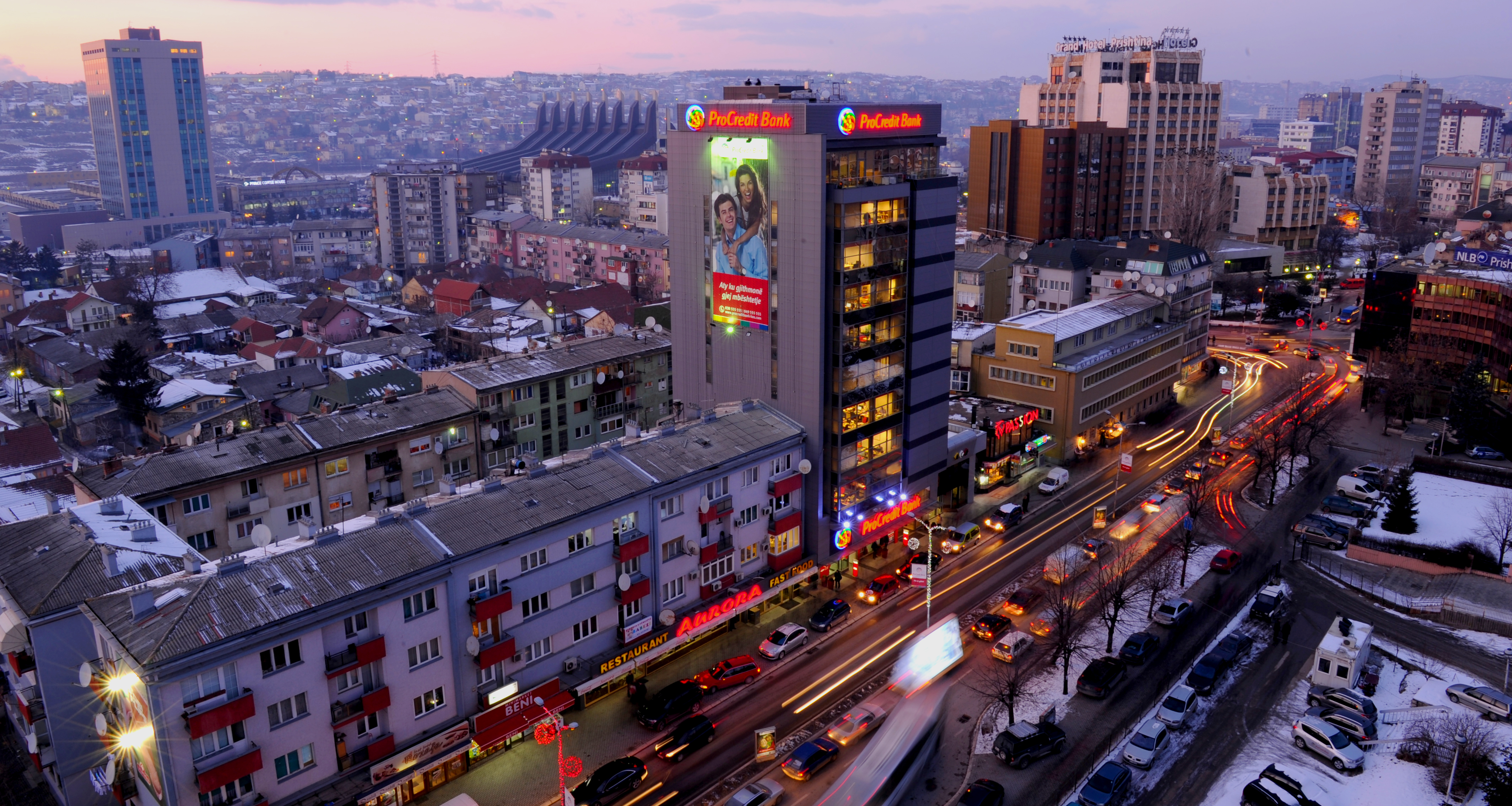
بريشتينا حاليا

بعد نهاية الحرب، تصاعدت أعمال العُنف والصدامات العرقية التي كانت تحدُث بين الفينة والأُخرى بين صرب وألبان كوسوفو، حيثُ عانى الصرب من تعنيف بعض المُتطرفين الألبان لهُم، وقد اندلعت في مُناسبات عدة مُواجهات مُميتة بين الفريقين. بلغ العُنف ذروته في مارس 2004 عندما اندلعت مُواجهات بين الصرب والألبان في عدة مناطق في إقليم كوسوفو الذي كان آنذاك تحت إدارة الأمم المتحدة، هذه المُواجهات ارتُكبت فيها أعمال عُنف في حق الأقلية الصربية، وأدت إلى مقتل 28 شخصا من الطرفين وجُرح 500 آخرين بينهم جُنود دوليون من قُوات حفظ السلام الأُممية ونُزوح حوالي 3600 صربي من منازلهم، كما أحرق بعضُ المُحتجين الألبان ما مجموعُه 110 منازل صربية و16 كنيسة أرثوذكسية. فر جميع سُكان بريشتينا الصرب البالغ عددهم 45.000 صربي تقريبًا من كوسوفو بسبب أعمال العُنف المستمرة، واليوم لم يبقى داخل المدينة سوى بضعُ عشرات.
في 17 فبراير 2008 أعلنت كوسوفو استقلالها عن صربيا. إلى غاية 2 مارس 2020، اعترفت 112 دولة عضو في الأمم المتحدة باستقلال كوسوفو، بما في ذلك جميع الدول المُجاورة باستثناء صربيا. ومع ذلك، سحبت 15 دولة اعترافها بجمهورية كوسوفو. منذ إعلان الاستقلال، أصبحت كوسوفو عُضوا في مؤسسات دولية مثل صندوق النقد الدولي والبنك الدولي.

## المعالم
| مسجد السلطان محمد الفاتح (بالألبانية: Xhamia e Sulltan Mehmet Fatihut)، هُو مسجد عُثماني يقع في قلب المدينة القديمة لبريشتينا، وقد بُني بأمر من السلطان محمد الثاني عام 1461. خلال الحرب التركية العظمى التي جرت في نهاية القرن السابع عشر، حُول المسجد لفترة مُؤقتة إلى كنيسة كاثوليكية. |                                |
| ضريح السلطان مُراد ضريح السلطان مُراد أو مشهد خُداونگار (بالألبانية: Tyrbja e Sulltan Muratit)، هو ضريح يقع في مقاطعة بريشتينا. بُني الضريح فوق الموضع الذي دُفنت فيه أحشاء السلطان العُثماني مُراد الأول بعد وفاته في معركة قوصوه سنة 1389. أما باقي جُثمان السُلطان مُراد فنُقل إلى بورصة ودُفن هُناك. |                                |
| بازار بريشتينا بازار بريشتينا (بالألبانية: Çarshia e Prishtinës) هو بازار قديم بُني في القرن 15 الميلادي، وكان يقع في قلب مدينة بريشتينا القديمة. تعرض البازار للهدم خلال عقد الخمسينيات في إطار خُطط لتحديث المدينة آنذاك. كان البازار يضُم أكثر من 300 متجر بالإضافة إلى مرافق أُخرى مثل : المسجد، الكنيسة، الحمام، الكنيس وعدد من المنازل التي بُنيت وفقا للعمارة العثمانية. |                                |
| حمام بريشتينا الكبير حمام بريشتينا الكبير (بالألبانية: Hamami i madh)، هو حمام يعود بناؤُه إلى القرن الخامس عشر في عهد السلطان مراد الثاني. كان الحمام جُزءًا من مُجمع مسجد السلطان مُراد، وقد كان به حمامان متماثلان، أحدهما للنساء والآخر للرجال. يتألف الحمام من 15 قبة ذات ثقوب صغيرة تُستخدم لإنارة المكان من الداخل. بعد حريق وقع في عام 1994، سُمح ببناء ثلاثة متاجر تسببت في إغلاق المدخل القديم للحمام. ظل الحمام لسنوات عديدة مهجورًا، وقد تبقى منه عدد قليل فقط من الجُدران المليئة بالقمامة والأشجار الكبيرة والمياه العادمة التي تتدفق داخل المبنى. ومع ذلك، خضع المُجمع لعملية ترميم. | حمام بريشتينا الكبير من الأعلى |
| مسجد البازار جامع البازار (بالألبانية: Xhamia e Çarshisë)، ويُعرف أيضا بأسماء المسجد الحجري ومسجد السلطان مُراد (بالألبانية: Xhamia e Çarshisë)، هو أقدم مبنى في بريشتينا ويقع في بداية البلدة القديمة للمدينة. بُني الجُزء القاعدي من المسجد عام 1389 خلال حكم السلطان العثماني بايزيد الأول، ثُم اكتمل تشييده في عهد السلطان مراد الثاني في القرن الخامس عشر. بُني المسجد احتفالا بالنصر العثماني في معركة كوسوفو. على مر السنين، خضع المسجد إلى العديد من الترميمات، وقد ظلت مئذنته المُغطاة بالحجارة صامدة لأكثر من ستة قرون. |                                |
| برج الساعة برج الساعة (بالألبانية: Sahat Kullë) هُو برج ساعة سُداسي الأوجُه بناهُ يشار باشا في القرن التاسع عشر، وهُو مصنوع من الحجر الرملي والطوب ويبلغ ارتفاعه 26 مترًا. كان البُرج وسيلة لإخبار الناس بأوقات الصلاة وأوقات إغلاق التجار لمتاجرهم. تعرض البُرج الأصلي للحرق، ولكن استُخدم الطوب الخاص به لإعادة بنائه. جُلب الجرس الأصلي من مولدوفا وكان منقُوشا عليه "صُنع هذا الجرس في عام 1764 لجون مولدوفا رومينين". ومع ذلك، تبقى ظُروف وطريقة جلب الجرس إلى بريشتينا غير واضحة. ساعدت قُوات فرنسية كانت ضمن القوات الدولية في كوسوفو في تركيب ساعة جديدة عن طريق تغيير آلية الساعة القديمة بآلية كهربائية. |                                |
| مسجد بيريناز مسجد بيريناز (بالألبانية: Xhamia e Pirinazit)، هو مسجد بُني في النصف الثاني من القرن السادس عشر، وقد بناهُ الوزير العُثماني بيري نذير. يُمثل المسجد قيمة ثقافية وتاريخية مهمة، حيثُ دُفن الأمير لازار في موقع المسجد اليوم بإذن من السلطان بايزيد الأول، وقد نُقل رُفات لازار إلى دير رافانيسي في صربيا فيما بعد. |                                |
| متحف كوسوفو (بالألبانية: Muzeu i Kosovës)، هو مبنى أصفر أُنشئ سنة 1898 وصُمم وفقًا للهندسة المعمارية النمساوية المجرية. يضُم المُتحف مجموعات غنية يصل عددها إلى 50,000 قطعة من آثار وموجُودات يرجع تاريخ بعضها لعصر ما قبل التاريخ. من أبرز القطع الموجودة في المُتحف، تمثال ملكة داردانيا (بالألبانية: Mbretëresha e Dardanisë) أو الإلهة على العرش (بالألبانية: Hyjnesha ne Fron)، وهُو عبارة عن قطعة أثرية عُثر عليها أثناء بعض الحفريات في عام 1955 في منطقة أولبيانا، إحدى ضواحي بريشتينا، يعود تاريخُها إلى سنة 3500 قبل الميلاد في العصر الحجري الحديث وهي مصنُوعة من الصلصال. في عام 1956 نُقلت القطعة إلى بلغراد دون قصد مع 1,247 قطعة أثرية أخرى. في مايو 2002، وبتدخل من الأمم المتحدة، أُعيدت القطعة إلى بريشتينا. |                                |
| مكتبة هييفزي سليماني مكتبة هييفزي سليماني (بالألبانية: Biblioteka Hivzi Sylejmani)، هي مكتبة في بريشتينا أُنشئت رسميًا وقانونيًا في أبريل 1963 من قبل مجلس بلدية المدينة، أما مبنى المكتبة فقد شُيد قبل ذلك في سنة 1930. قبل عام 1992، كانت المكتبة تضُم ما مجمُوعه 130,611 كتابًا. بينما في عام 1999 انخفض العدد إلى 62,274، 38,153 منها باللغة الصربية، و19,726 باللغة الألبانية، و3,274 باللغة التركية، و1,121 بلُغات أجنبية أخرى. |                                |
| المتحف الإثنوغرافي المتحف الإثنوغرافي في بريشتينا (بالألبانية: Muzeu Etnologjik në Prishtinë) أو مُجمع إمين جيكو السكني (بالألبانية: Kompleks banimi (Emin Gjiku))، هُو متحف إثنوغرافي يُوجد داخل منزل مُصنف ضمن التراث الثقافي في كوسوفو، وقد شُيد هذا المنزل في القرن الثامن عشر وكانت سابقا تملكه عائلة إمين جيكولي (بالألبانية: Emin Gjikollit). تُعرض داخل المتحف أدوات وملابس وأثاث وأوان منزلية وأسلحة قديمة وكُلها تعرض أسلوب حياة العصر العثماني في كوسوفو. |                                |
| المقبرة اليهودية المقبرة اليهودية (بالألبانية: Varrezat e Jahudive)، هي مقبرة تقع في ضواحي بريشتينا يعود تاريخها إلى القرن التاسع عشر، وتضُم 57 شاهد قبر. كانت بريشتينا ذات يوم موطنًا لجالية يهودية يبلغ عدد سكانها أكثر من 1500 شخص، استقروا في البلقان خلال أواخر القرن الخامس عشر بعد هُروبهم من إسبانيا عقب سقوط الأندلس. خضعت المقبرة لعملية ترميم قادها فريق من طلاب جامعيين كوسوفيين وأجانب، لكنها في ديسمبر 2011 تعرضت لأعمال تخريبية، وقد أدان هذه الأعمال العديد من المؤسسات المحلية والدولية. |                                |

## السياسة

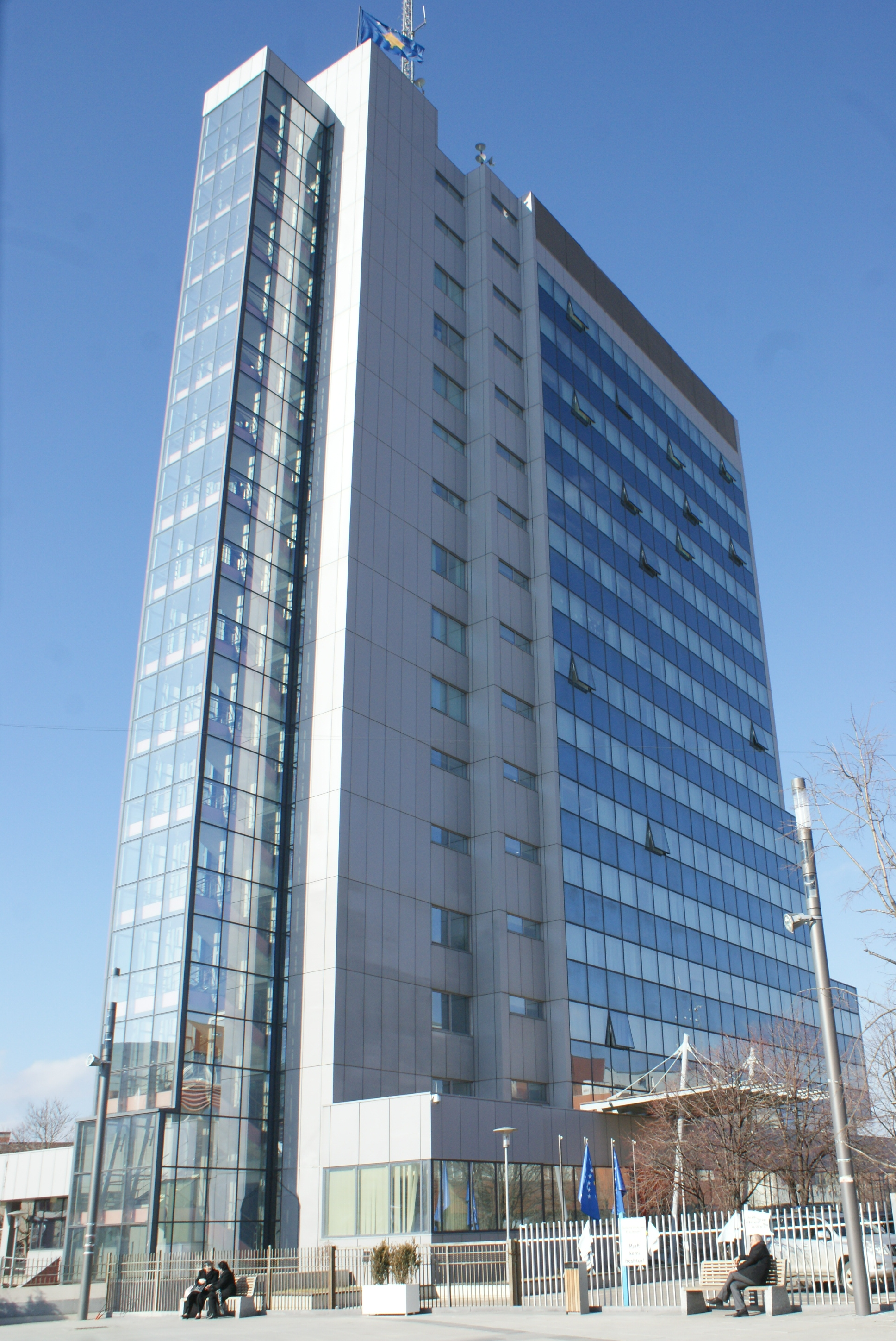
مبنى الحكومة في بريشتينا.

### العاصمة
كونها عاصمة كوسوفو، فإن بريشتينا هي المركز السياسي للبلاد. يتواجد في المدينة كل من مبنى الحكومة والبرلمان. يُعد عمدة بريشتينا واحدا من الشخصيات السياسية الأكثر نفوذاً في الدولة. تشتهر كوسوفو بكونها واحدة من الدول الشابة في أوروبا، حيث مُتوسط أعمار السكان هو 25 عاما. خلال انتخابات 2013، فاز أستاذ الاقتصاد شبند أحمدتي بمنصب العمدة، حيث دعم معظم شباب بريشتينا حملته، نظرا لكونه كان أصغر من العمدة السابق عيسى مصطفى بنحو 30 عاما. بريشتينا هي عاصمة مُقاطعة تحمل نفس الاسم.

### مجلس المدينة
يتكون مجلس المدينة من 51 عضوا. وفقا للنظام الأساسي للبلدية المُعتمد في عام 2010، يجب أن تكون من بين كل ثلاثة أعضاء امرأة. شهد مجلس المدينة حصول حزب الرابطة الديمقراطية لكوسوفو على أكبر عدد من الأعضاء في جميع الانتخابات التي أُجريت حتى الآن. في انتخابات عام 2013، على الرغم من أن مرشح حزب الرابطة الديمقراطية لكوسوفو عيسى مصطفى خسر أمام شبند أحمدتي، إلا أن حزب الرابطة فاز ب18 مقعدا في المجلس مُقابل 10 مقاعد لحزب فيتفيندوسيي و8 مقاعد لصالح حزب الاتحاد الديمقراطي الكوسوفي و4 مقاعد لحزب تحالف كوسوفو الجديد. الرئيس الحالي لمجلس المدينة هو حليم حليمي من حزب الرابطة الديمقراطية لكوسوفو. في فبراير 2014، صوتت غالبية أعضاء مجلس المدينة بعد نقاش ساخن على بيع السيارة الرسمية للبلدية من أجل تقليل الهُوة بين السياسيين وعامة الشعب.

## التركيبة السكانية

### العرقيات
يبلغ إجمالي سُكان بلدية بريشتينا 198,897 نسمة حسب إحصاء 2011، وهي بذلك أكبر مدينة في كوسوفو من حيث عدد السكان. غالبية سُكان بريشتينا هُم من الألبان مع وجود أقليات أخرى من البوشناق والصرب وعرقيات أخرى، وتتوزع نسبُهم على الشكل التالي : الألبان (97.8%)، الأتراك (1%)، الأشكالي (0.28%)، الصرب (0.22%)، البوشناق (0.20%)، الغوراني (0.10%)، الغجر (0.03%)، المصريين (0.001%).
بلغ عدد سُكان بلدية بريشتينا 216,823 نسمة، في تقديرات مكتب إحصاءات كوسوفو لسنة 2020 حول عدد السكان في البلاد.

### الدين
الدين في كوسوفو منفصل عن أمور الحكم. حسب دستور كوسوفو فالبلادُ دولة علمانية مُحايدة تُجاه القضايا المُتعلقة بالدين، وتعتبر جميع مُواطنيها سواسية أمام القانون، وتسهر على ضمان حرية الاعتقاد وممارسة الشعائر الدينية للجميع. يًشكل المًسلمون غالبية سُكان بريشتينا، مع تواجد أقلية صغيرة من أتباع الديانة المسيحية. في إحصاء عام 2011، كانت نسبة المسلمين في المدينة 97.3%، فيما بلغت نسبة أتباع المسيحية 0.8% بما في ذلك 0.59% رومان كاثوليك و0.24% من الأرثوذكس الشرقيين، أما نسبة 1.9% المُتبقية من السكان فهُم إما لادينيون، أو من أتباع ديانات أُخرى، أو لم يُقدموا إجابات واضحة حول توجههم الديني.

#### الإسلام

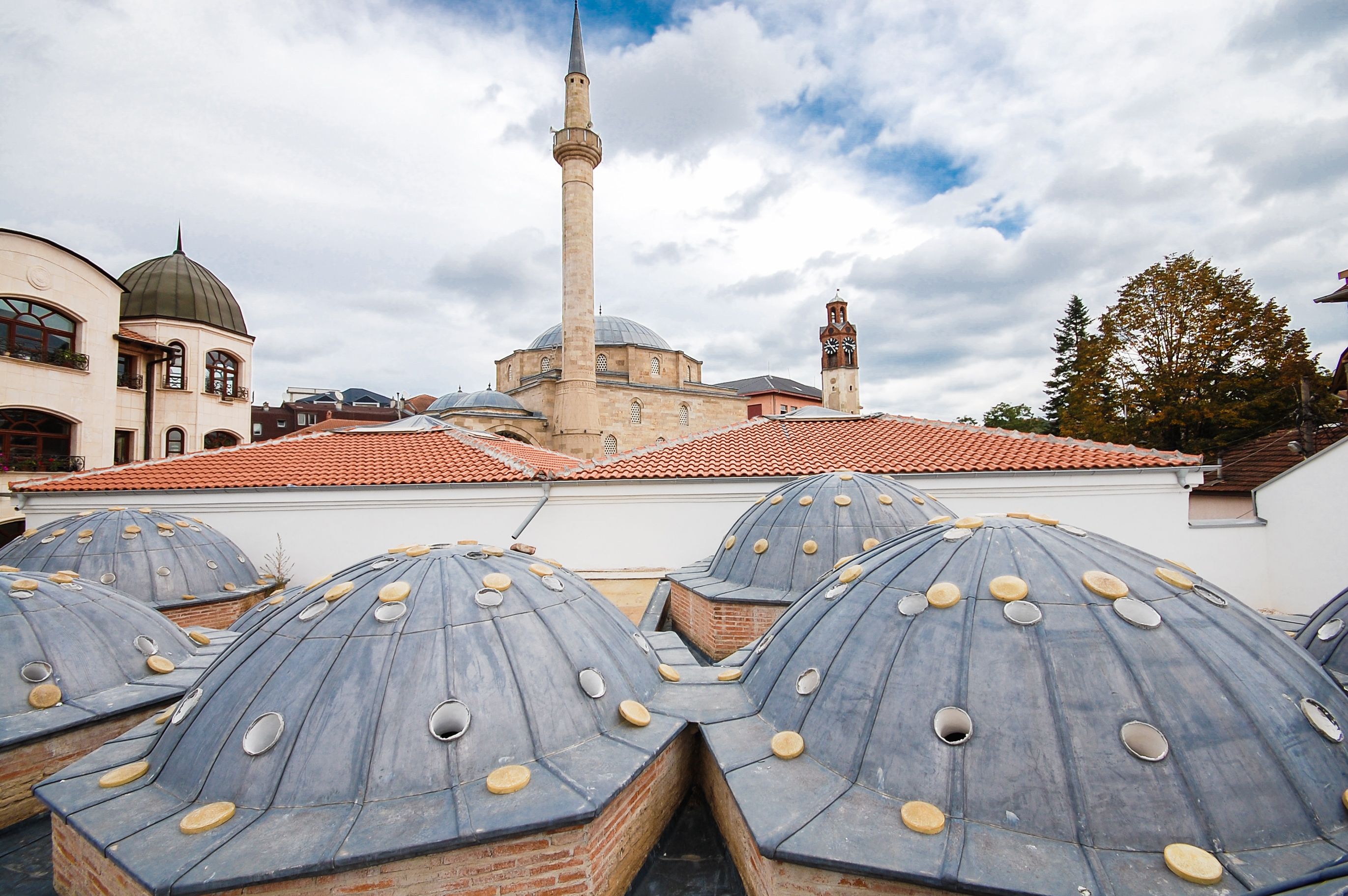
مسجد السلطان محمد الفاتح في بريشتينا.

حل الإسلام ببريشتينا بعد انتصار العُثمانيين على الجُيوش الصليبية في معركة كوسوفو عام 1389، ومُنذ ذلك الحين وحتى عام 1912 كانت كُوسوفو تنضوي تحت لواء الإمبراطورية العُثمانية وانتشر الإسلام بشكل كبير في أرجاء البلد خلال تلك الفترة. قدم الجُغرافي والمُؤرخ ورسام الخرائط المُسلم الإدريسي في كتابه نزهة المشتاق في اختراق الآفاق  (1154) معلومات حول السفر من القسطنطينية إلى الأراضي الألبانية أو العكس. تُوجد العديد من المساجد في بريشتينا أبرزُها : مسجد السلطان محمد الفاتح ومسجد يشار باشا، ومساجد أخرى شُيدت خلال حقبة الحكم العثماني.

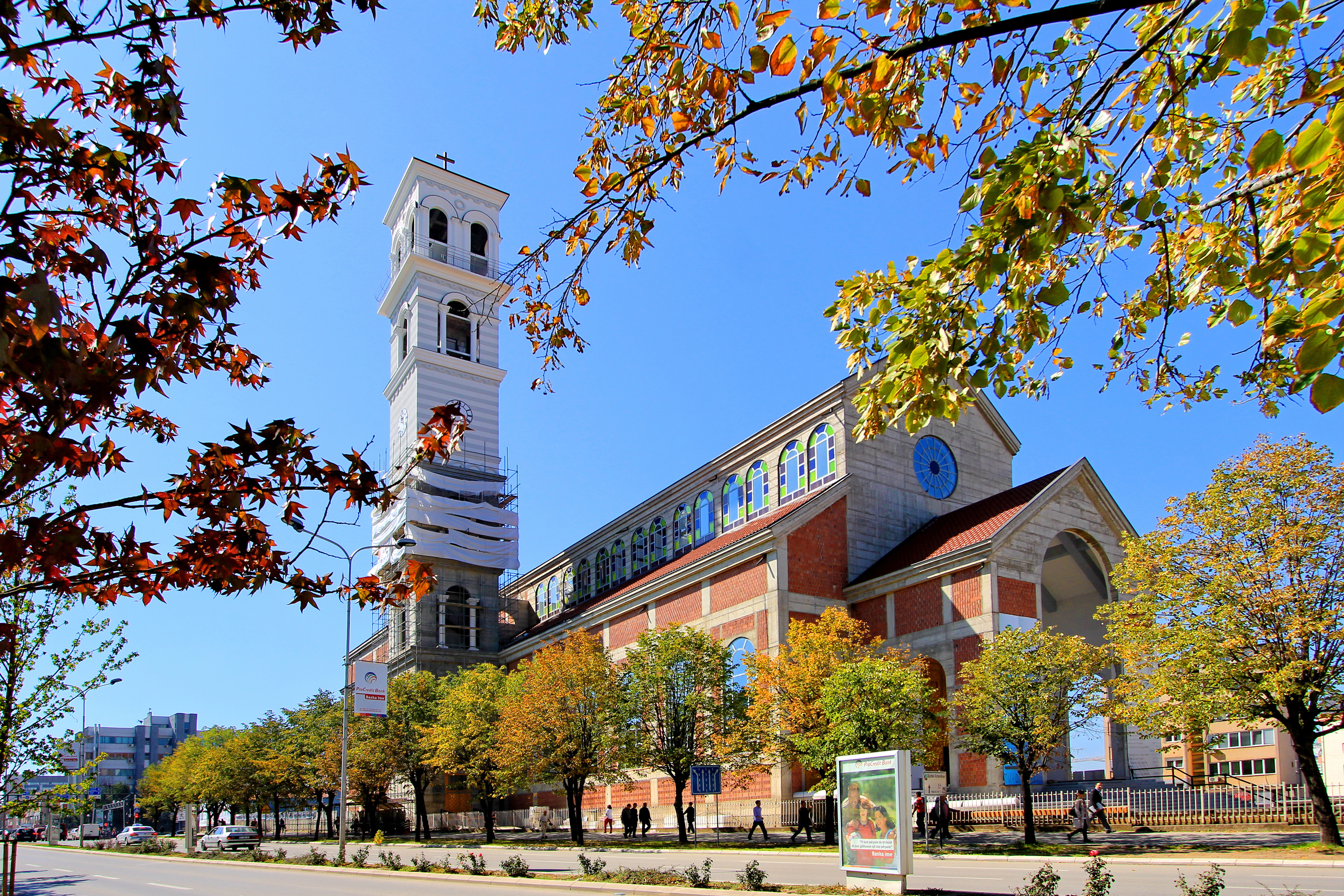
كاتدرائية القديسة تريزا في بريشتينا هي أول كاتدرائية للروم الكاثوليك في كوسوفو.

المشيخة الإسلامية في كوسوفو (بالألبانية: Bashkësia Islame e Kosovës) هي مُنظمة دينية مُستقلة للمسلمين في كوسوفو ومنطقة وادي بريشيفو تأسست في 11 ديسمبر 1993. يقع المقر الرئيسي للمشيخة في بريشتينا ويرأسها المفتي الأكبر الحالي نعيم ترنافا. يتجلى دور المُنظمة في تنظيم حياة المسلمين في كوسوفو وفقا للشريعة الإسلامية، إضافة إلى تسيير شُؤون المساجد وأئمتها وكذلك المدارس الإسلامية. تقع كلية العلوم الإسلامية في كوسوفو في بريشتينا أيضا، وهي مؤسسة بحثية مستقلة تقوم بإعداد الطلبة في مجال الشريعة والدراسات الإسلامية. يُوجد فرع  لمدرسة علاء الدين في بريشتينا خاص بتدريس البنات.

#### المسيحية
تعُود جذور المسيحية في كوسوفو إلى عهد الإمبراطورية الرومانية. قبل دخول الإسلام سنة 1389، نُصِّرت منطقة البلقان بالكامل خلال عهد الإمبراطوريتين الرومانية والبيزنطية.  تُوجد في بريشتينا كاتدرائية القديسة تريزا التي تُعد أكبر كاتدرائية في كوسوفو وسُميت نسبة إلى الراهبة الألبانية الأُم تريزا.

## الجغرافيا

### الموقع
تقع بريشتينا في الجزء الشمالي الشرقي من كوسوفو بالقرب من جبال غولاك، وتبلغ مساحتها 572 كيلومتر مربع (221 ميل2). عبر الطريق البرية، تقع المدينة على بعد 520 كيلومتر (320 ميل) جنوب بلغراد عاصمة صربيا، و90 كيلومتر (56 ميل) شمال إسكوبية عاصمة مقدونيا الشمالية، و250 كيلومتر (160 ميل) شمال شرق تيرانا عاصمة ألبانيا، و300 كيلومتر (190 ميل) شرق بودغوريتشا عاصمة الجبل الأسود.

### المناخ
يتنوع المناخ السائد في بريشتينا بين مناخ رطب قاري (تصنيف كوبن للمناخ : Dfb) ومناخ محيطي (تصنيف كوبن للمناخ : Cfb). تتميز المدينة بصيف دافئ وبارد نسبيا، وشتاء ثلجي غالبا.
| البيانات المناخية لـبريشتينا (1961–1990)      | البيانات المناخية لـبريشتينا (1961–1990) | البيانات المناخية لـبريشتينا (1961–1990) | البيانات المناخية لـبريشتينا (1961–1990) | البيانات المناخية لـبريشتينا (1961–1990) | البيانات المناخية لـبريشتينا (1961–1990) | البيانات المناخية لـبريشتينا (1961–1990) | البيانات المناخية لـبريشتينا (1961–1990) | البيانات المناخية لـبريشتينا (1961–1990) | البيانات المناخية لـبريشتينا (1961–1990) | البيانات المناخية لـبريشتينا (1961–1990) | البيانات المناخية لـبريشتينا (1961–1990) | البيانات المناخية لـبريشتينا (1961–1990) | البيانات المناخية لـبريشتينا (1961–1990) |
| الشهر                                         | يناير                                    | فبراير                                   | مارس                                     | أبريل                                    | مايو                                     | يونيو                                    | يوليو                                    | أغسطس                                    | سبتمبر                                   | أكتوبر                                   | نوفمبر                                   | ديسمبر                                   | المعدل السنوي                            |
| --------------------------------------------- | ---------------------------------------- | ---------------------------------------- | ---------------------------------------- | ---------------------------------------- | ---------------------------------------- | ---------------------------------------- | ---------------------------------------- | ---------------------------------------- | ---------------------------------------- | ---------------------------------------- | ---------------------------------------- | ---------------------------------------- | ---------------------------------------- |
| الدرجة القصوى °م (°ف)                         | 15.8 (60.4)                              | 20.2 (68.4)                              | 26.0 (78.8)                              | 29.0 (84.2)                              | 32.3 (90.1)                              | 36.3 (97.3)                              | 39.2 (102.6)                             | 36.8 (98.2)                              | 34.4 (93.9)                              | 29.3 (84.7)                              | 22.0 (71.6)                              | 15.6 (60.1)                              | 39.2 (102.6)                             |
| متوسط درجة الحرارة الكبرى °م (°ف)             | 2.4 (36.3)                               | 5.5 (41.9)                               | 10.5 (50.9)                              | 15.7 (60.3)                              | 20.7 (69.3)                              | 23.9 (75.0)                              | 26.4 (79.5)                              | 26.7 (80.1)                              | 23.1 (73.6)                              | 17.1 (62.8)                              | 10.1 (50.2)                              | 4.1 (39.4)                               | 15.5 (59.9)                              |
| المتوسط اليومي °م (°ف)                        | −1.3 (29.7)                              | 1.1 (34.0)                               | 5.0 (41.0)                               | 9.9 (49.8)                               | 14.7 (58.5)                              | 17.8 (64.0)                              | 19.7 (67.5)                              | 19.5 (67.1)                              | 15.9 (60.6)                              | 10.6 (51.1)                              | 5.1 (41.2)                               | 0.4 (32.7)                               | 9.8 (49.6)                               |
| متوسط درجة الحرارة الصغرى °م (°ف)             | −4.9 (23.2)                              | −2.8 (27.0)                              | 0.2 (32.4)                               | 4.2 (39.6)                               | 8.5 (47.3)                               | 11.4 (52.5)                              | 12.5 (54.5)                              | 12.3 (54.1)                              | 9.4 (48.9)                               | 5.0 (41.0)                               | 0.9 (33.6)                               | −3.1 (26.4)                              | 4.4 (39.9)                               |
| أدنى درجة حرارة °م (°ف)                       | −27.2 (−17.0)                            | −24.5 (−12.1)                            | −14.2 (6.4)                              | −5.3 (22.5)                              | −1.8 (28.8)                              | 0.5 (32.9)                               | 3.9 (39.0)                               | 4.4 (39.9)                               | −4.0 (24.8)                              | −8.0 (17.6)                              | −17.6 (0.3)                              | −20.6 (−5.1)                             | −27.2 (−17.0)                            |
| الهطول مم (إنش)                               | 38.9 (1.53)                              | 36.1 (1.42)                              | 38.8 (1.53)                              | 48.8 (1.92)                              | 68.2 (2.69)                              | 60.3 (2.37)                              | 51.6 (2.03)                              | 44.0 (1.73)                              | 42.1 (1.66)                              | 45.4 (1.79)                              | 68.2 (2.69)                              | 55.5 (2.19)                              | 597.9 (23.54)                            |
| متوسط أيام هطول الأمطار (≥ 0.1 mm)            | 13.6                                     | 12.3                                     | 11.4                                     | 12.1                                     | 12.8                                     | 11.9                                     | 8.3                                      | 7.9                                      | 7.5                                      | 8.6                                      | 12.3                                     | 14.5                                     | 133.2                                    |
| متوسط الأيام المثلجة                          | 10.2                                     | 8.3                                      | 6.2                                      | 1.5                                      | 0.0                                      | 0.0                                      | 0.0                                      | 0.0                                      | 0.0                                      | 0.5                                      | 3.4                                      | 8.1                                      | 38.2                                     |
| متوسط الرطوبة النسبية (%)                     | 83                                       | 77                                       | 70                                       | 65                                       | 67                                       | 67                                       | 63                                       | 62                                       | 68                                       | 74                                       | 80                                       | 83                                       | 71                                       |
| ساعات سطوع الشمس الشهرية                      | 70.8                                     | 96.0                                     | 143.0                                    | 184.0                                    | 227.9                                    | 246.3                                    | 299.3                                    | 289.6                                    | 225.8                                    | 173.5                                    | 96.9                                     | 70.2                                     | 2٬123٫3                                  |
| المصدر: وكالة الأرصاد الجوية في جمهورية صربيا |                                          |                                          |                                          |                                          |                                          |                                          |                                          |                                          |                                          |                                          |                                          |                                          |                                          |

### القضايا البيئية

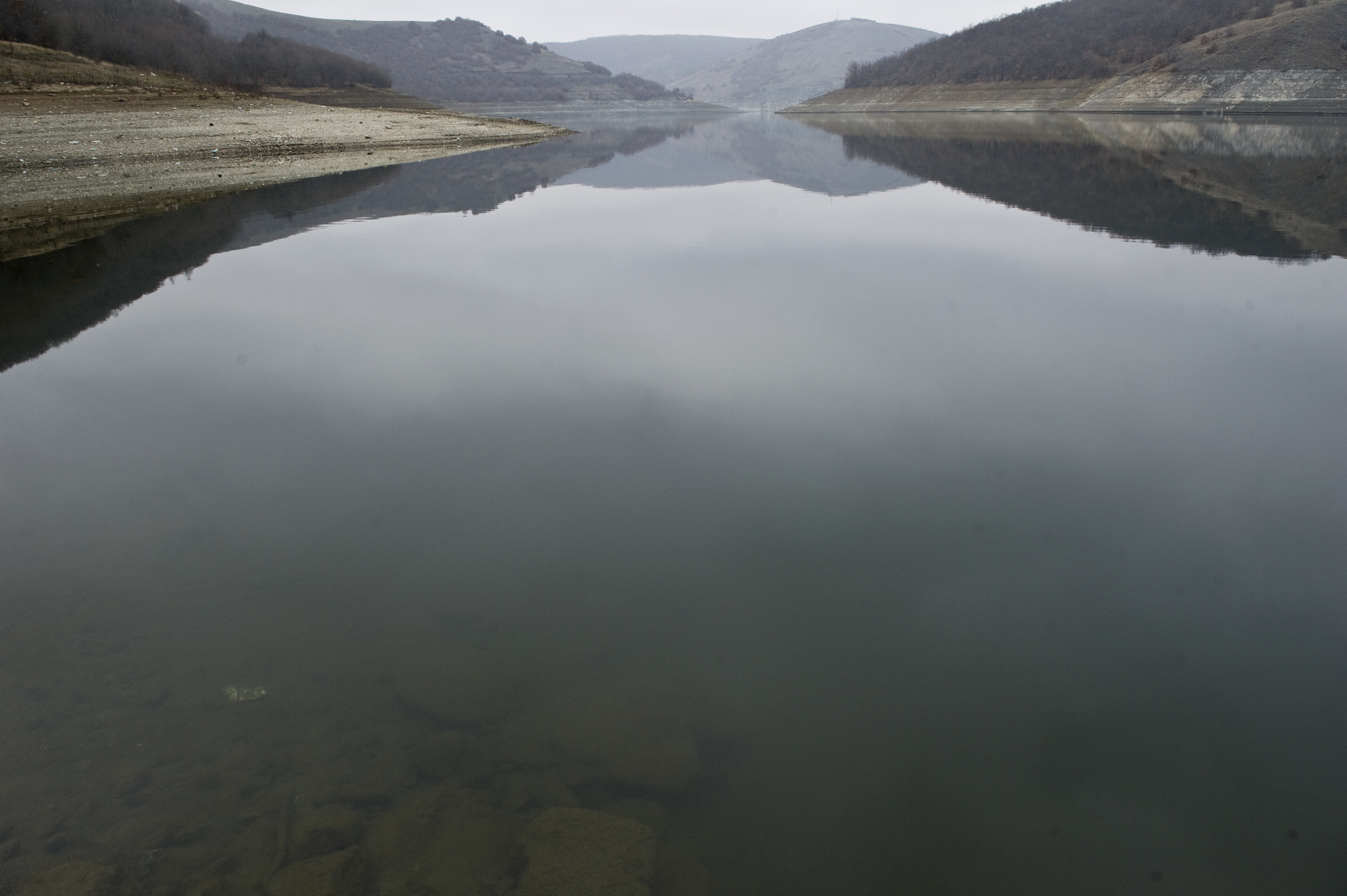
انخفاض مستوى المياه في بحيرة غراتشانيكا الاصطناعية.

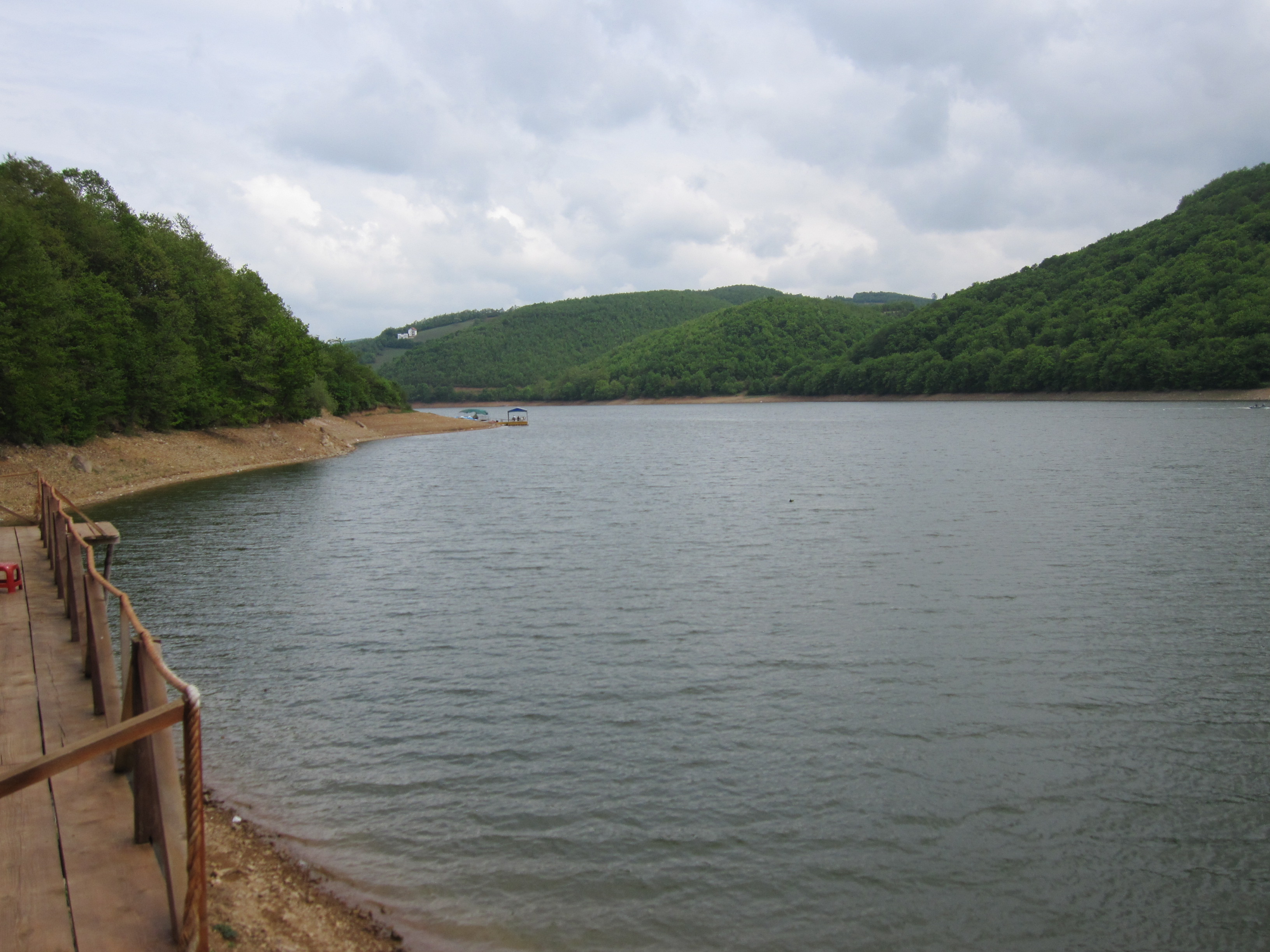
بحيرة باتلافا.

بريشتينا هي واحدة من المناطق الحضرية في كوسوفو التي تُعاني من نقص شديد في المياه، حيث يُعاني سُكان المدينة من انقطاعات يومية للمياه لكون  الموارد المائية الحالية في بريشتينا لا تُلبي كامل احتياجات السكان المُتزايدة بسبب انخفاض مُعدلات هُطول الأمطار وتساقط الثلوج. مصدرا المياه الرئيسيين للمدينة هما بحيرة باتلافا وبُحيرة غراتشانيكا الاصطناعية. ومع ذلك، هناك العديد من المشاكل في إمدادات المياه التي تأتي من هذين الخزانين اللذين يُزودان 92% من سُكان بريشتينا بالمياه الصالحة للشرب. على هذا النحو، كثفت السلطات جهودها لتصحيح الوضع ومنع حدوث أزمات نقص في المياه مرة أخرى.
ّ

## الاقتصاد

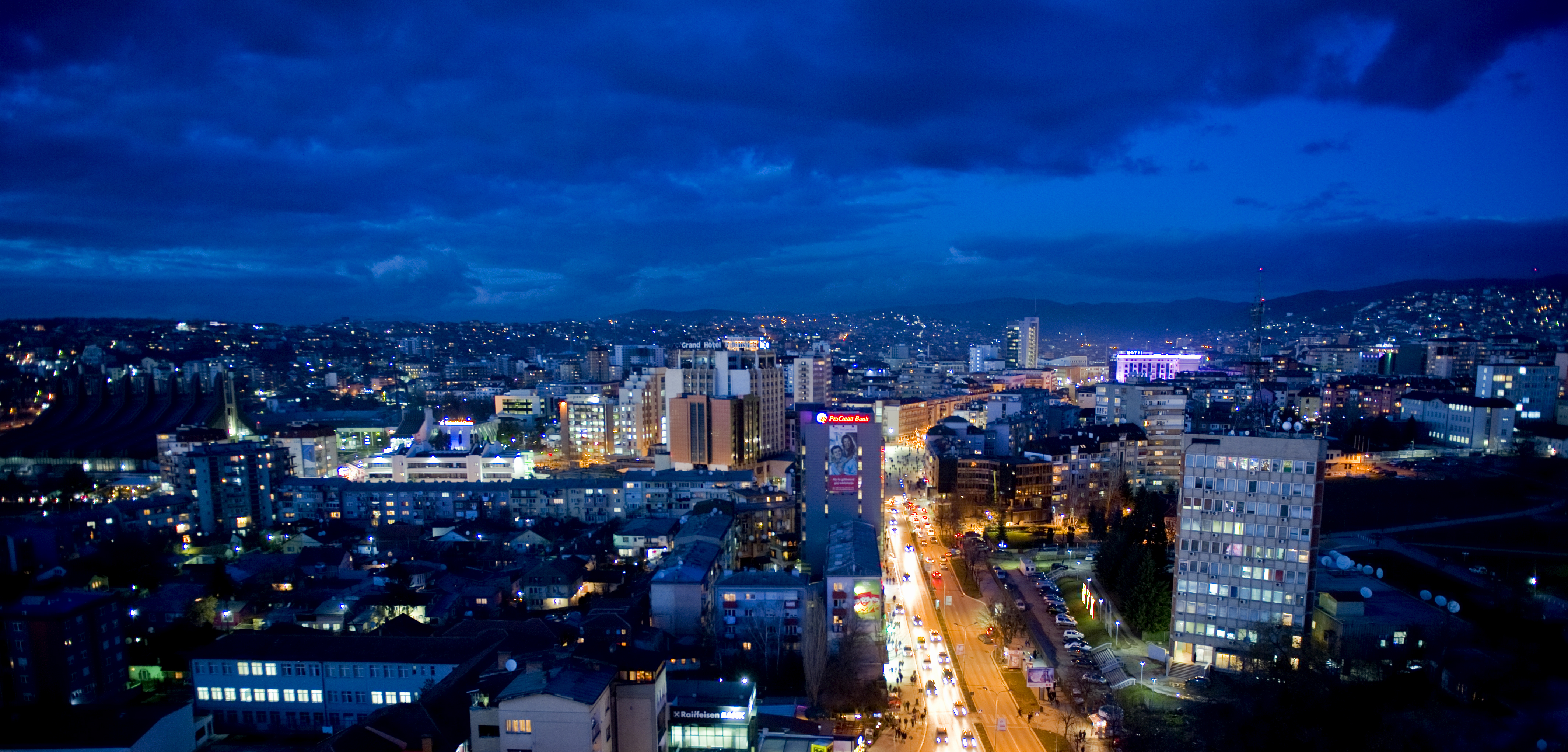
توجد في بريشتينا مقرات أكبر الشركات في كوسوفو.

تُشكل بريشتينا قلب الاقتصاد في كوسوفو وهي ذات أهمية حيوية لاستقرار البلد. يعتمد اقتصاد المدينة على الخدمات، بما في ذلك التجارة والرعاية الصحية والسياحة. تُستخرج معادنُ الرصاص والفضة والزنك من الجبال القريبة من بريشتينا. بلُغة الأرقام، يُشكل قطاع صناعة الخدمات القطاع الأكثر أهمية في اقتصاد المدينة حيث يعمل به أكثر من 75% من اليد العاملة في بريشتينا، بينما قطاع الأنشطة الاقتصادية الثانوية يضم 20% من اليد العاملة يليه قطاع الأنشطة الاقتصادية الأولية بنسبة 5% فقط.

### السياحة
تُعد بريشتينا الوجهة السياحية الرئيسية في كوسوفو، وتستحوذ المدينة على أكبر عدد من الزوار الأجانب إلى جانب مُدن بريزرن وبيخا.  يوجد في مقاطعة بريشتينا ما مجموعُه 144 وحدة فندقية بطاقة استيعابية تبلُغ 2,607 غرفة و3,514 سرير. في الربع الأخير من سنة 2019، زار مقاطعة بريشتينا وحدها 24,644 زائر أجنبي، وسُجلت 45,735 ليلة مبيت. أما مجموع زُوار المُقاطعة المحليين والأجانب فبلغ 30,834 زائر، وسُجلت 54,568 ليلة مبيت. يأتي مُعظم السياح الأجانب من دُول ألبانيا وتركيا وألمانيا والولايات المتحدة وسلوفينيا والجبل الأسود ومقدونيا الشمالية، فيما أعداد الزوار الأجانب من باقي دُول العالم ففي تزايد سنوي.  تستقطب المدينة أيضا العديد من الطلاب الأجانب القادمين من أجل الدراسة في مدارس وجامعات بريشتينا، ويأتون خُصوصا من الدول المجاورة ألبانيا ومقدونيا الشمالية والجبل الأسود وصربيا.
يوجد بالمدينة العديد من المعالم التاريخية والعمرانية التي تعد أماكن جذب للسياح، على الرغم من أن أبرز هذه المعالم خصوصا العُثمانية منها تعرض للهدم إبان الفترة الشيوعية لكوسوفو. بحيرة باتلافا وكهف غاديمي ونصب نيوبورن هي معالم سياحية مشهورة تقع إما وسط المدينة أو بالقرب منها، وتُعد من بين الأماكن الأكثر زيارة في البلد. تُوجد أيضا بجوار المدينة مقبرة يهودية تاريخية تُؤرخ للتواجد اليهودي في بريشتينا في فترة ما بعد الحرب العالمية الثانية.

## النقل

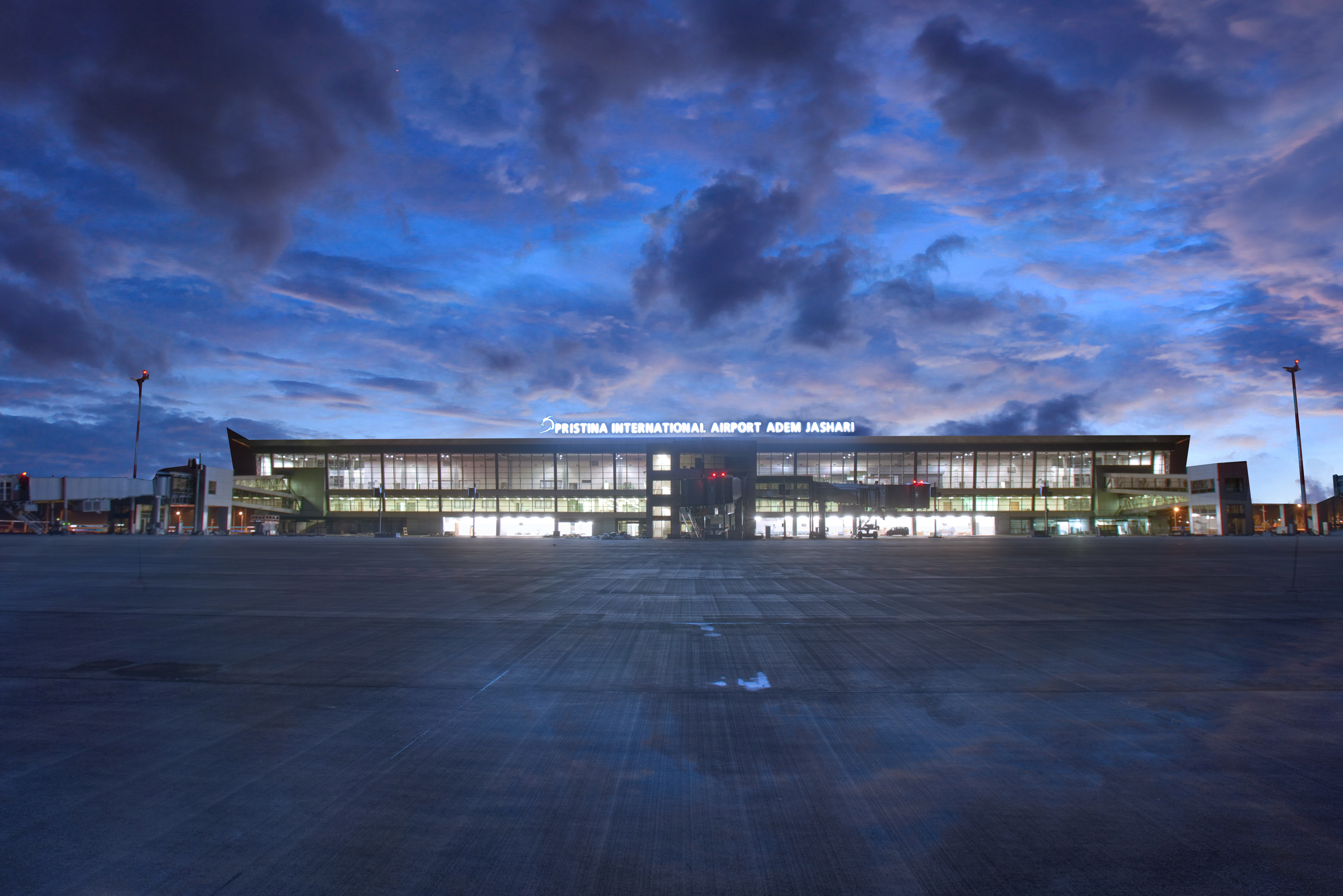
مطار بريشتينا الدولي.

### النقل الجوي
يُعد مطار بريشتينا الدولي بوابة الدخول الرئيسية للبلاد عن طريق الجو، وهُو كذلك المطار الدولي الوحيد في كوسوفو ويصل البلاد بالعديد من الوجهات في أوروبا. في 2019، عبر المطار ما مجموعُه 2,373,698 مُسافر، مُوزعين على الدول التالية : سويسرا (37%) ألمانيا (33%) تركيا (15%) النمسا (5%) المملكة المتحدة (3%).

### السكك الحديدية

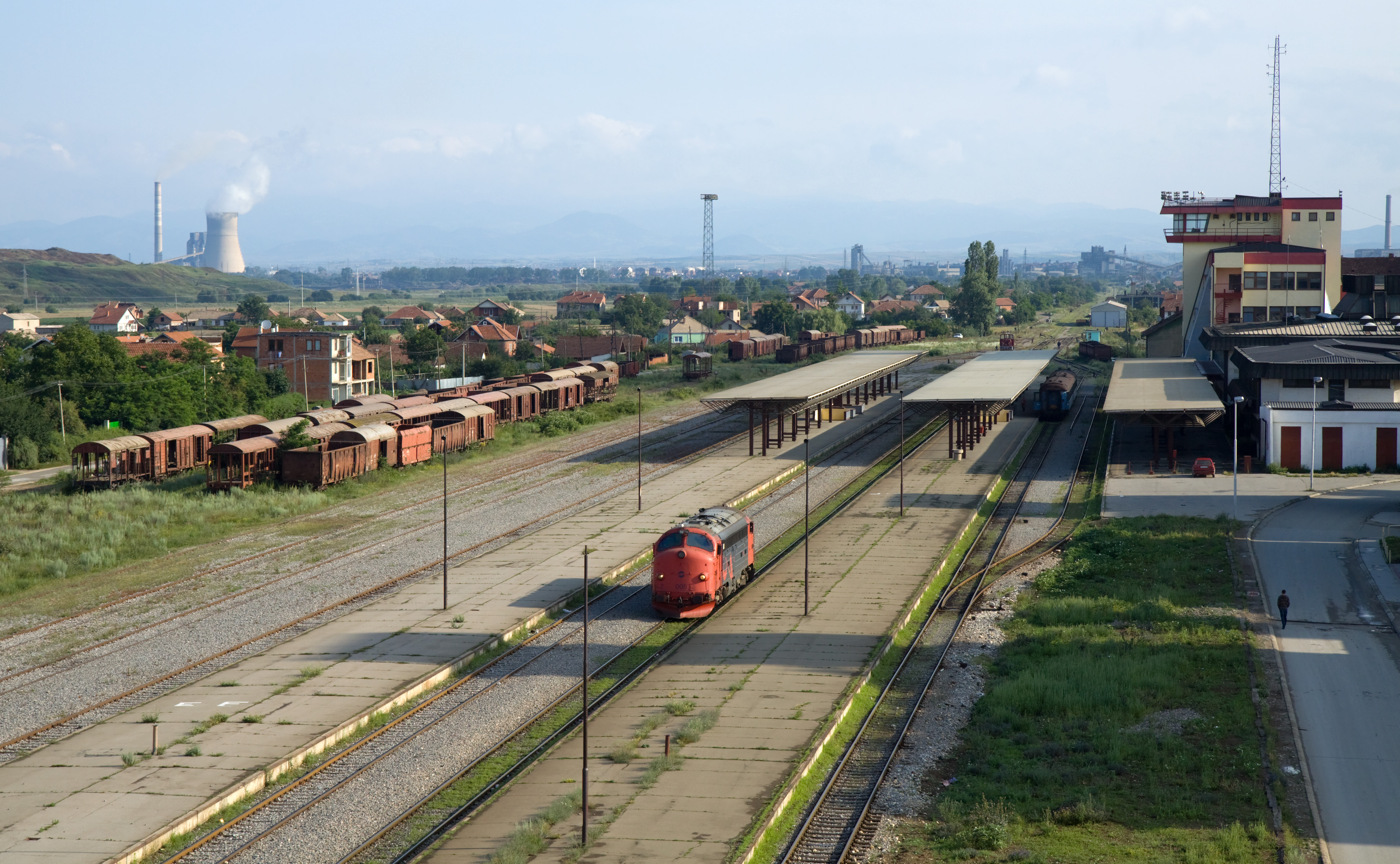
محطة سكك حديد فوشا كوسوفا

هناك محطتي سكك حديدية في بريشتينا تشتغلان بشكل فعال. الأولى هي محطة سكة حديد بريشتينا وتقع غرب مركز المدينة، بينما محطة سكة حديد فوشا كوسوفا تقع في القسم الصناعي من المدينة ويتواجد بها مقر شركة السكك الحديدية في كوسوفو. يصل قطار يعمل بشكل يومي بين بريشتينا وإسكوبية.

### النقل البري
تتقاطع جميع الطرق السيارة والطرق السريعة الرئيسية في كوسوفو في العاصمة بريشتينا. شارفت العديد من مشاريع الطرق السريعة في كوسوفو على نهاية أعمال البناء فيها، وهناك مشاريع أُخرى قيد الإنشاء أو قيد التخطيط. يربط  الطريق السريع R6 بريشتينا بمدينة إسكوبية عاصمة مقدونيا الشمالية. بينما يربط الطريق السريع R7 المدينة بمدينة دراس في ألبانيا مُرورا عبر قرية فيرميتسا الحُدودية، والطريق جُزء من الطريق الأوروبية E851.

## الرياضة

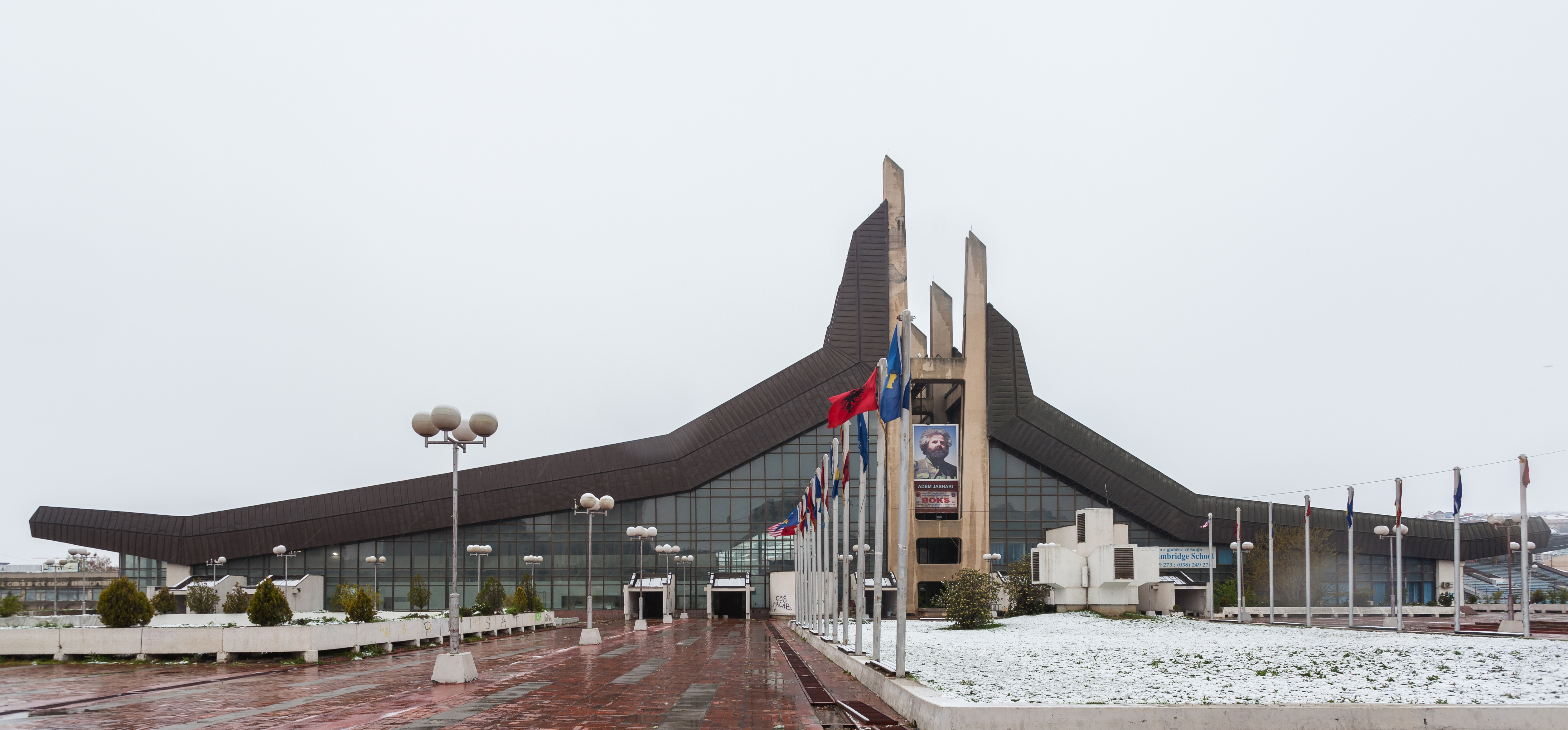
قصر الشباب والرياضات

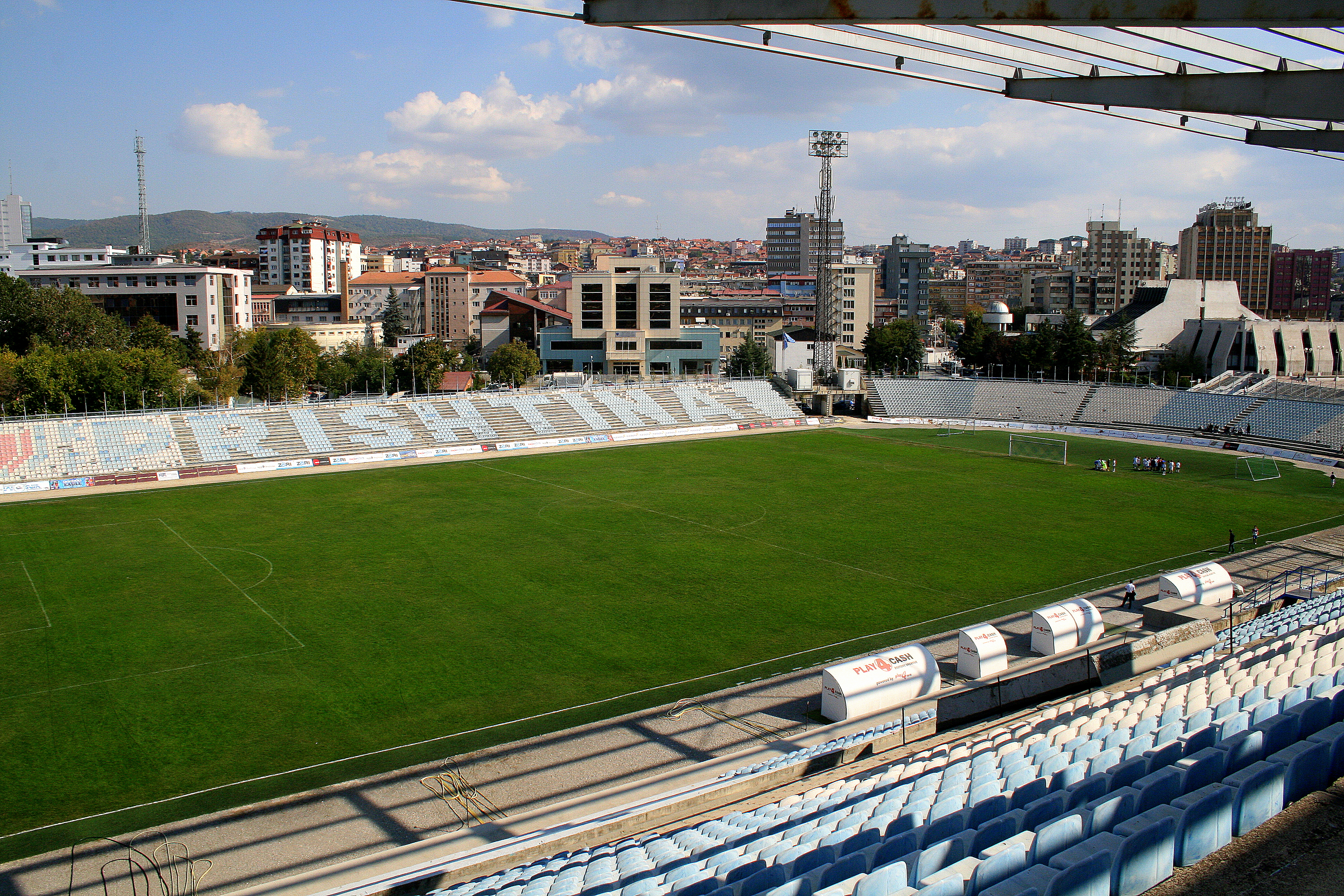
ملعب فاضل فوكري لكرة القدم

تُعد بريشتينا مركز الرياضة في كوسوفو، حيث تُنظّم الأنشطة الرياضية على مُستوى الهواة والمحترفين بين المنظمات والأندية الرياضية، والتي تُنظمها اللجنة الأولمبية الوطنية ووزارة الثقافة والشباب والرياضة.
تُعتبر كرة القدم الرياضة الأكثر شعبية في المدينة. ويُمثل كل من نادي بريشتينا ونادي فلاموتاري المدينة ضمن مُنافسات الدوري الممتاز لكرة القدم. وتُعد كرة السلة أيضا واحدة من الرياضات الشعبية في المدينة وينشُط بها نادي بريشتينا لكرة السلة، وهو أنجح ناد لكرة السلة في كوسوفو، وهو أيضا عُضو في رابطة البلقان. يُقام دوري ستريت بول في منتزه جرميا الواقع شمال شرق بريشتينا منذ عام 2000، وقد تُوج الفريق  المحلي شي بار (بالألبانية: Che Bar) بطلا للبطولة الوطنية في عام 2013، وتزامن ذلك مع قبول عُضوية ستريت بول كوسوفو في الاتحاد الدولي لكرة السلة. تحظى كرة اليد أيضًا بشعبية كبيرة في البلاد، وتشارك أندية بريشتينا في تظاهُرات دولية. تُوجد أيضا في بريشتينا فرق وأندية في رياضات كرة الطائرة وكرة الطاولة وكرة المضرب والكاراتيه والتايكواندو والسباحة والرماية.
يُعد ملعب فاضل فوكري أكبر ملعب لكرة القدم في كُوسوفو، وهُو يحتضن مباريات كل من نادي بريشتينا ومُنتخب كوسوفو لكرة القدم. إلى جوار الملعب، يقع قصر الشباب والرياضات، هذا الأخير يحتضن مُختلف الأنشطة الرياضية في المدينة مثل كرة السلة، كرة اليد، كرة الطائرة، ألعاب القوى، كرة الصالات. يضُم قصر الشباب والرياضات صالتين، الصالة الكبيرة تضُم 8,000 مقعد والصغيرة بسعة 3,000 مقعد، وتبلُغ المساحة الإجمالية للمُنشأة حوالي 10,000 متر مربع. يقع نصب نيوبورن الشهير أمام القصر مُباشرة.

## الخدمات العُمُومية

### التعليم

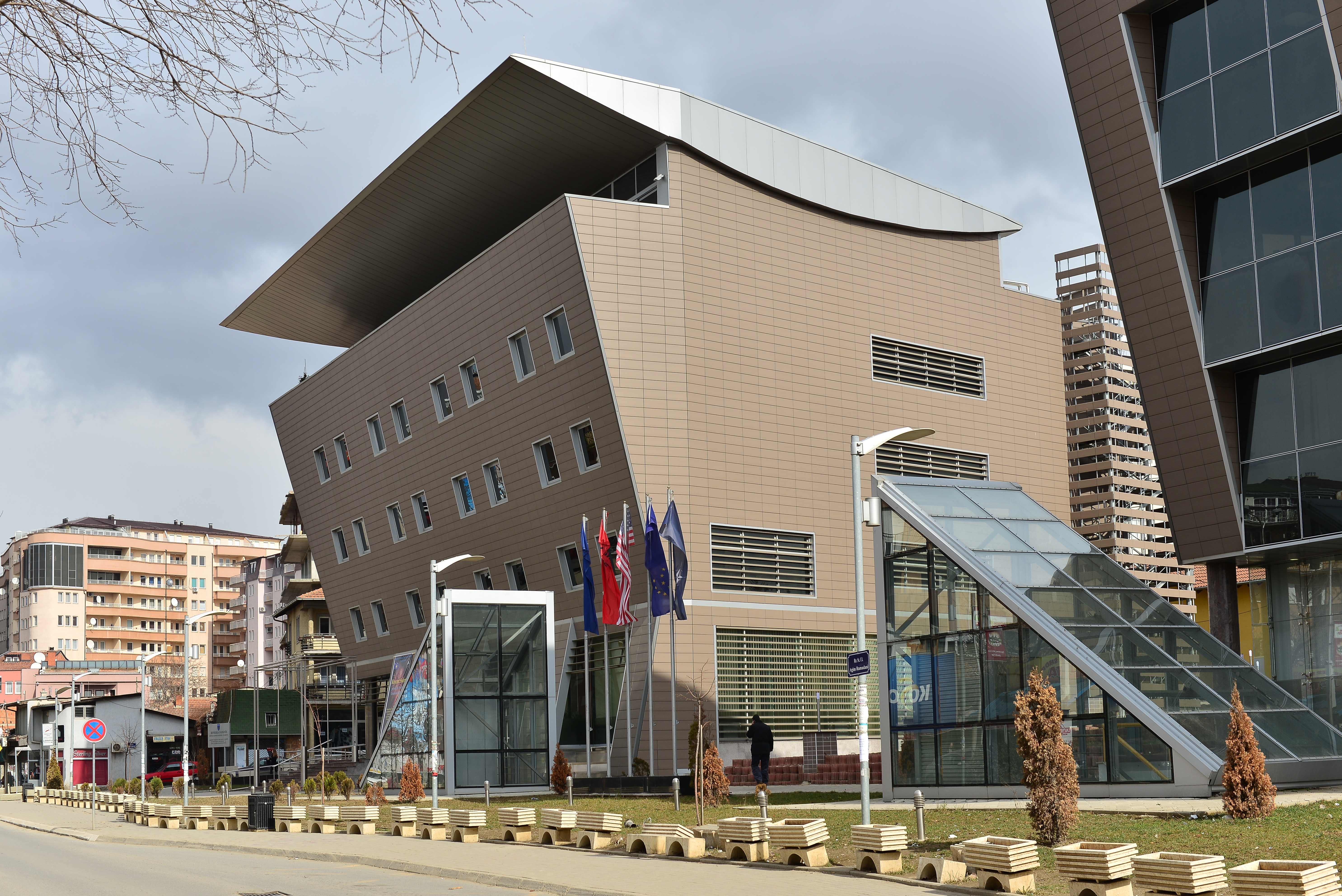
الأكاديمية الوطنية للعلوم والفنون

تُوجد في بريشتينا العديد من المدارس الابتدائية والثانوية العامة والخاصة، وتتوزع على مُختلف مناطق وأنحاء المدينة. تضم المدينة جامعة عامة وحيدة هي جامعة بريشتينا، إلى جانب جامعات ومدارس عُليا خاصة.
تُعد جامعة بريشتينا أكبر وأقدم جامعة في المدينة وتأسست في 18 نوفمبر 1969. تنضوي تحت لواء جامعة بريشتينا 14 كُلية هي : كليات الفلسفة، الرياضيات والعُلوم الطبيعية، الطب، فقه اللغة، الاقتصاد، الحقوق، الهندسة المدنية، الهندسة الميكانيكية، العمارة، التربية، الزراعة، الآداب، الهندسة الكهربائية والمعلوماتية، العلوم الرياضية.
تُوجد في المدينة كذلك الأكاديمية الوطنية للعلوم والفنون، وهي مُؤسسة تأسست في 20 سبتمبر 1975، وتتجلى وظيفتها في تنسيق أنشطة البحث العلمي والأكاديمي في البلد. تضُم الأكاديمية أربعة أقسام هي قسم اللغويات والأدب، وقسم العلوم الاجتماعية، وقسم العلوم الطبيعية وقسم الفنون.
تُوجد في المدينة مكتبات عديدة أهمها مكتبة كوسوفو الوطنية ومكتبة هييفزي سليماني. تُساهم هذه المكتبات في إغناء ودعم البحث التاريخي والعلمي في بريشتينا بصفة خاصة وكوسوفو بصفة عامة، حيث تحتوي على مجموعات كبيرة من المواد التاريخية والثقافية.

### الرعاية الصحية
تضُم المدينة عدة مُنشآت صحية حُكُومية وخاصة، وعلى الرغم من أن بريشتينا لا يوجد بها مُستشفى إقليمي كباقي المدن الأُخرى في البلاد، إلا أن المدينة تعتمد على المركز الطبي الجامعي في تقديم خدمات الرعاية الصحية. أما بالنسبة لمراكز الرعاية الصحية الأولية في بريشتينا، فيتواجد في المدينة 13 مركزًا لطب الأسرة و15 وحدة رعاية متنقلة. شكل إنشاء كلية الطب في جامعة بريشتينا قفزة نوعية في جودة خدمات الرعاية الصحية في المدينة.

## الثقافة

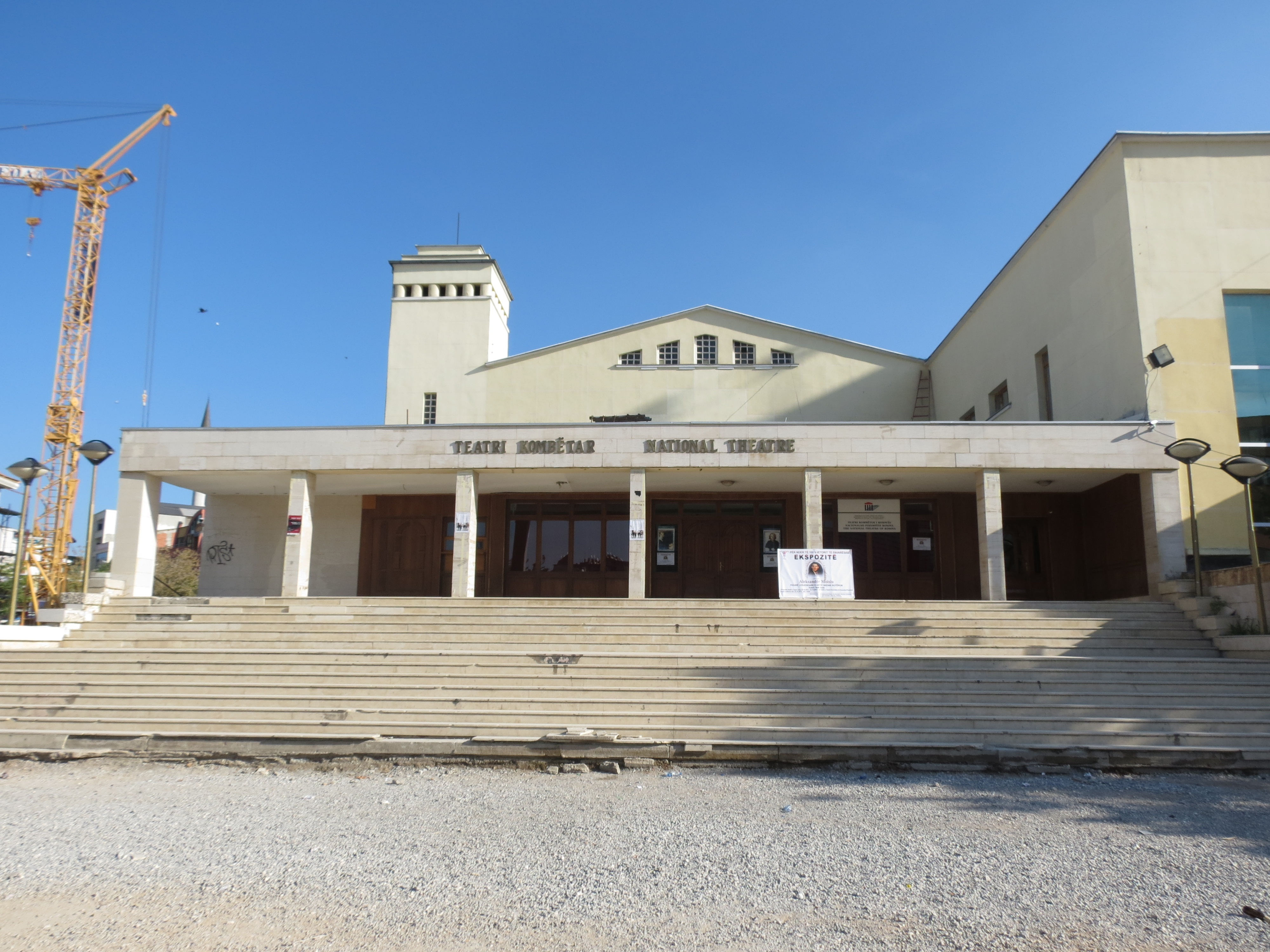
المسرح الوطني في بريشتينا

بصفتها عاصمة جمهورية كوسوفو، فبريشتينا هي مركز التنمية الثقافية والفنية في كوسوفو. المدينة هي موطن لأكبر المؤسسات الثقافية في البلاد، مثل المسرح الوطني، والمتحف الوطني، والمعرض الوطني للفنون والمتحف الإثنوغرافي. تتواجد العديد من المُؤسسات الثقافية الأجنبية في بريشتينا، بما في ذلك المعهد الألباني، المعهد الفرنسي أليانس فرانسيز، المجلس الثقافي البريطاني ومعهد جوته ومؤسسة فريدريش إيبرت الألمانيين. كما يوجد مكتب إعلامي تابع لمجلس أوروبا في المدينة.

### المسرح
تستضيف مدينة بريشتينا ثلاثة مسارح نشطة فقط، هي المسرح الوطني ومسرح أودا ومسرح دودونا الذين يقعون في وسط بريشتينا. تُقدم هذه المسارح عروضا حية كل أسبوع. شُيد المسرح الوطني عام 1946، ويقع وسط المدينة بالقرب من مبنى الحُكومة. يقع مسرح أودا في مبنى مركز الشباب ويقع مسرح دودونا في حي فيلوشا بالقرب من ساحة إبراهيم روجوفا.
يُعد المسرح الوطني في كوسوفو أعلى مُؤسسة مسرحية في البلاد وصاحب أكبر عدد من الإنتاجات المسرحية، وهو أيضا المسرح العام الوحيد في كوسوفو، حيث يحصل على تمويل مُباشر من وزارة الثقافة والشباب والرياضة. أنتج هذا المسرح أكثر من 400 عرض أولي شاهده أكثر من 3 ملايين متفرج.

### الموسيقى

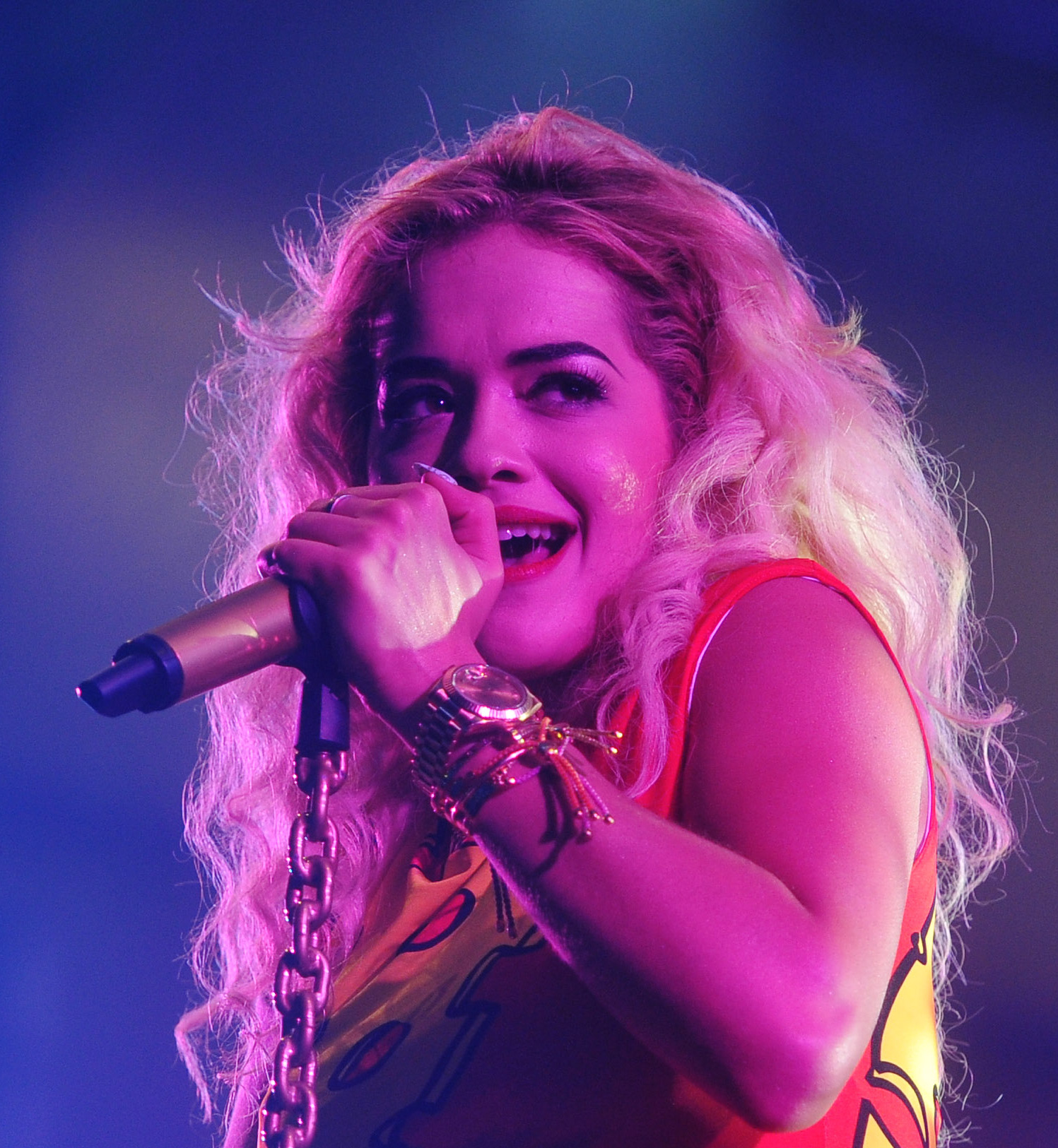
المُغنية العالمية ريتا أورا من مواليد بريشتينا لأبوين ألبانيين.

الموسيقى الألبانية غنية جدا من حيث تنوعها ومدى تطورها، كما أن فلكلور كوسوفو غني جدا ومُعظمه للأسف لم يمُر من عملية الرقمنة والأرشفة. لعبت موسيقى كوسوفو على مدار تاريخها دورا ثقافيا مهما وأيضا تُعد جزءا مهما من الهوية الوطنية لكوسوفا، وهي مُستمدة أساسا من موسيقى الفولك (بأدوات مُميزة لألبانيا)، وموسيقى الرابسودي والموسيقى الكلاسيكية والثقافة الغربية.
على الرغم من أن الموسيقى الغربية تُهيمن على سوق الموسيقى في كوسوفو، إلا أن الموسيقى الكلاسيكية والموسيقى الشعبية لا تزال نابضة بالحياة، مع وجود العديد من الموسيقيين الكوسوفيين المعاصرين الذين غالبا ما يُعيدون إحياء تقاليدهم التي قوبلت بالقمع بينما كانت البلاد تحت حُكم يوغوسلافيا. في الوقت نفسه، فإن الموسيقى السائدة في كوسوفو ذاتُ توجه غربي وتشمل الأنواع الشعبية الرئيسية موسيقى البوب والروك والهيب هوب والموسيقى الإلكترونية والجاز وما إلى ذلك.

### السينما
يُعد مهرجان بريشتينا السينمائي الدولي أكبر مهرجان سينمائي في كوسوفو، وهُو منصة لعرض الإنتاجات السينمائية الدولية البارزة في منطقة البلقان وخارجها، إضافة لكونه وسيلة للترويج لصناعة السينما المحلية في كوسوفو وزيادة إشعاعها. اُحدث المهرجان بعد إعلان كوسوفو استقلالها عام 2008، ونُظمت أول نُسخة منه في سبتمبر 2009، ويُقام مُنذ ذلك الحين بشكل سنوي في المدينة ويستمر لمُدة 7 أيام.

### المهرجانات

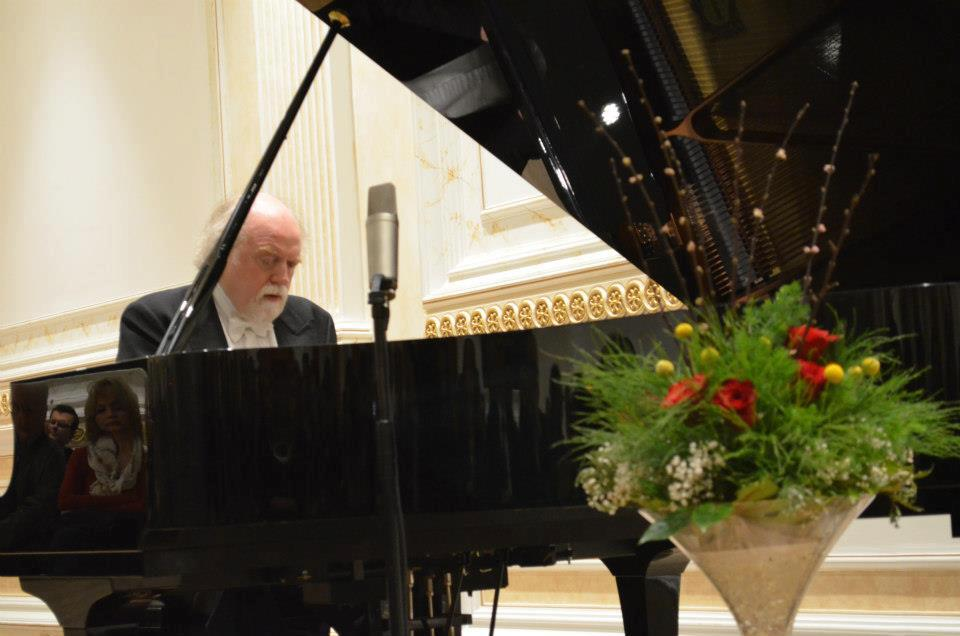
بيتر دونوهو يُقدم عرضا أثناء مهرجان شوبان للبيانو في بريشتينا في 2013.

المهرجانات هي واحدة من بين وسائل المُتعة والترفيه في بريشتينا. على الرغم من مساحتها الصغيرة جدا، إلا أن المدينة تحتضن عددا لا بأس به من المهرجانات المُتنوعة ذات الأذواق والتوجهات المُختلفة.
مهرجان شوبان للبيانو في بريشتينا هو أحد المهرجانات الرئيسية في المدينة، وقد أسسته سنة 2010 جمعية شوبان كوسوفو بمناسبة الذكرى 200 لميلاد فريدريك شوبان. أصبح المهرجان مهرجان بيانو معروف يُقام ربيع كل عام، وهو يُعتبر أيضا كنزا وطنيا. خلال الخمس سنوات الأولى من إحداثه، قُدمت خلال المهرجان عُروض من قبل عازفي بيانو مشهورين عالميًا أمثال بيتر دونوهو وجانينا فيالكوفسكا، وموسيقيين كوسوفيين ذوي شهرة عالمية مثل أرديتا ستاتوفتشي وألبرتا تروني ومواهب محلية أخرى. كان المهرجان مصدر إلهام لإحداث مهرجانات موسيقية أخرى مثل ريموسيكا وكامرفيست.
يُعتبر مهرجان دام بريشتينا أحد أبرز الفعاليات الثقافية التي تُقام في المدينة، وهُو مهرجان موسيقي سنوي يجمع موسيقيين شباب محليين ومن جميع أنحاء العالم. يعمل هذا المهرجان على إثراء المشهد الثقافي في كوسوفو بالجمع بين ما هو تقليدي وما هو مُعاصر. أُحدث المهرجان بمُبادرة من مجموعة من طلبة للفنون.

### وسائل الإعلام

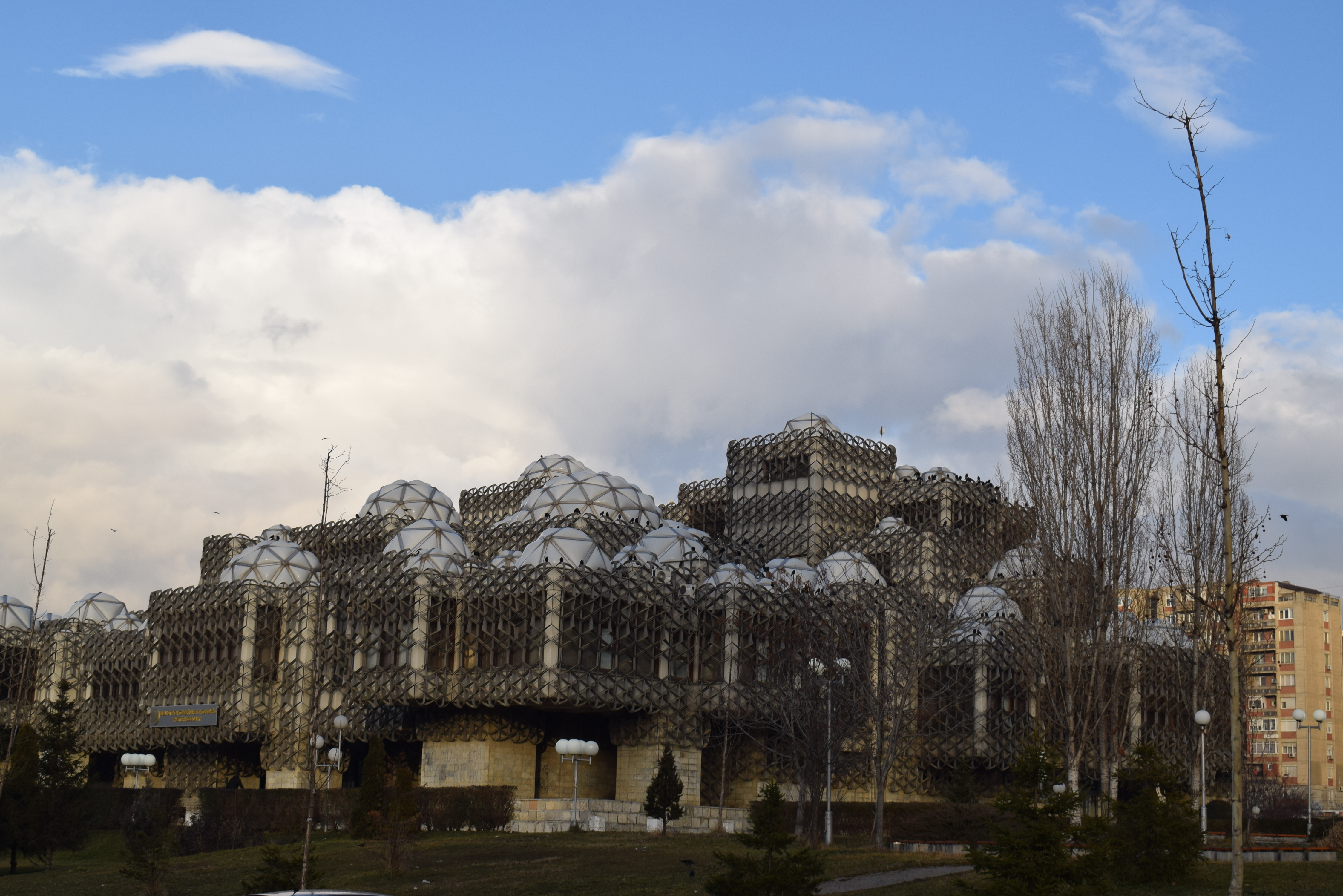
مكتبة كوسوفو الوطنية

تُعد بريشتينا أكبر مركز لوسائل الإعلام في كوسوفو، حيث تحتضن المدينة معظم مقرات المنظمات الإعلامية الكبرى في البلاد من صُحُف ودور للنشر ومحطات إذاعية وتلفزية. تطورت صناعة التلفزيون في بريشتينا بشكل كبير ولعبت دورا محوريا في نُمو اقتصاد المدينة. تقع مقرات شبكات البث الرئيسية الأربع في البلاد، أر تي كي وأر تيفي 21 وكوهافيزيون وكلان كوسوفا في بريشتينا. شبكة راديو وتلفزيون كوسوفو (RTK) هي الشبكة العامة الوحيدة التي تُذيع في كل أنحاء كوسوفو، وتحصل على تمويل مُباشر من الدولة. لدى جميع الصحف اليومية في بريشتينا قُراء في جميع أنحاء كوسوفو. من الأحداث الهامة التي أثرت على تطور وسائل الإعلام في البلاد، هُو إنشاء كلية للصحافة في كلية فقه اللغة في جامعة بريشتينا سنة 2005.

### المكتبات
تُوجد في المدينة مكتبات عديدة، يحتوي الكثير منها على مجموعات كبيرة من الوثائق التاريخية والثقافية. أهم هذه المكتبات هما المكتبة الوطنية ومكتبة هييفزي سليماني. تُعد مكتبة كوسوفو الوطنية المكتبة الوطنية الأكثر أهمية من حيث مجموعات الوثائق التاريخية التي تحتوي عليها، حيثُ تضُم حوالي 1.8 مليون مادة علمية وأدبية من كتب ودوريات أكاديمية وجرائد ومجلات ومخطوطات وخرائط وصُور وموارد رقمية. لدى مكتبة هييفزي سليماني أهمية تاريخية أيضا، فهي تضُم ثلة من الكتُب والمواد التاريخية خُصوصا باللغات الألبانية والصربية والتركية.

## أعلام بريشتينا

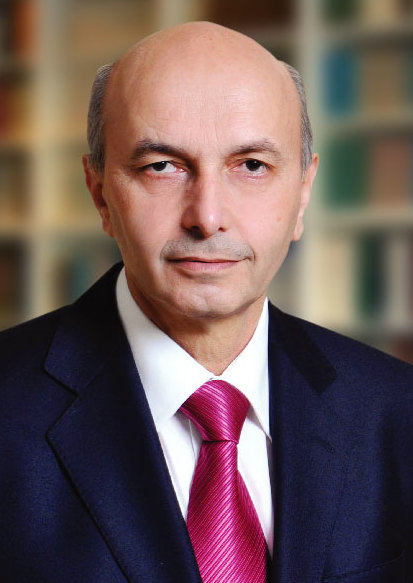
عيسى مُصطفى

- آدم ديماتشي (1936 - 2018) : ناشط وكاتب ألباني حصل على جائزة سخاروف لحرية الفكر عام 1991.[152]
- إلياس بازنا (1904 - 1970): جاسوس تركي من مواليد بريشتينا كان عميلًا سريًا لألمانيا النازية خلال الحرب العالمية الثانية.
- إيرا إستريفي (مواليد 1994): هي مغنية وكاتبة أغاني ألبانية كوسوفية.
- اربين بايراكتاراي (مواليد 1973) : ممثل ألباني فرنسي.
- البين كورتي (مواليد 1975) : سياسي يشغل حاليا منصب رئيس وزراء كوسوفو منذ 3 قبراير 2020.
- باجرام جاشانيكا (مواليد 1990) : لاعب كرة قدم ألباني.
- بهجت باكولي (مواليد 1951) : سياسي ورجل أعمال ورئيس كوسوفو في الفترة (22 فبراير 2011 - 4 أبريل 2011).
- عيسى مصطفى (مواليد 1951) : سياسي ورئيس وزراء كوسوفو في الفترة (2014-2017).
- مظهر كراسنيكي (1931 - 2019) : هو زعيم مسلم نيوزلندي. ولد في بريشتينا لأسرة ألبانية مُسلمة وهاجر إلى نيوزيلندا في عام 1951. كان أول رئيس لاتحاد الجمعيات الإسلامية في نيوزيلندا في عام 1979، وهو أيضا ناشط في مجال حقوق الإنسان.
- لوريك تسانا (مواليد 1983) : لاعب كرة قدم ألباني.
- ريتا أورا (مواليد 1990) : مغنية وكاتبة أغاني وممثلة بريطانية من مواليد بريشتينا.
- مايليندا كليميندي (مواليد 1991) : لاعبة جودو كوسوفية.

## علاقات دولية
بريشتينا لها اتفاق توأمة مع المدن التالية:
| - أنقرة (تركيا)         | - تيرانا (ألبانيا)          | - بورصا (تركيا)              |
| - دراس (ألبانيا)        | - بودغوريتسا (الجبل الأسود) | - فادوتس (ليختنشتاين)        |
| - لوكسمبورغ (لوكسمبورغ) | - كراتشي (الهند)            | - دي موين (الولايات المتحدة) |

## روابط خارجية
- الموقع الرسمي للمدينة
- جامعة بريشتينا
- مطار بريشتينا الدولي